# Elecciones de la Ciudad Autónoma de Buenos Aires de 2003
Las elecciones de la ciudad de Buenos Aires de 2003 fueron realizadas los días 24 de agosto y 14 de septiembre con el objetivo de renovar los cargos de jefe de Gobierno de la Ciudad de Buenos Aires, Vicejefe y los 60 diputados que conforman la Legislatura Porteña.

## Contexto
Esta elección era la primera a jefe de Gobierno en Buenos Aires desde la gran crisis económica e institucional que sufrió la Argentina a partir de 2001.
Aníbal Ibarra buscaba la reelección, ya que había ganado en 2000 siendo candidato de la Alianza para el Trabajo, la Justicia y la Educación. Al desaparecer la Alianza, que también había llevado a la presidencia a Fernando de la Rúa, Ibarra se vio en la necesidad de encontrar nuevos aliados políticos, y los encontró en dos importantes dirigentes nacionales: el presidente Néstor Kirchner y la diputada Elisa Carrió. El jefe de Gobierno fue apoyado por una alianza y dos partidos políticos: la alianza Fuerza Porteña (que agrupaba a los partidos Frente Grande, Socialista, Memoria y Movilización, de la Victoria, Política Abierta para la Integridad Social, Intransigente, Gestión Estado Sociedad Todos Ahora [GESTA] y Afirmación para una República Igualitaria), el Partido de la Ciudad y el Partido de la Revolución Democrática. Esta alianza formó parte de la coalición a nivel nacional Frente para la Victoria.
Su principal opositor era Mauricio Macri, un empresario que hasta ese momento se desempeñaba como presidente del Club Atlético Boca Juniors. Macri era candidato por el Frente Compromiso para el Cambio, una alianza integrada por los partidos Justicialista, Federal, Autonomista, Demócrata, Acción por la República y Demócrata Progresista.
La tercera fuerza política importante era el partido Autodeterminación y Libertad, que llevaba como candidato a Luis Zamora, quien en la década de 1980 había pertenecido al partido Movimiento al Socialismo y quien había tomado un gran impulso político luego de la crisis que se desató en 2001.
La elección del 24 de agosto dio como ganadora a la fórmula Mauricio Macri - Horacio Rodríguez Larreta con el 37,55 % de los votos. La fórmula Aníbal Ibarra - Jorge Telerman obtuvo el segundo lugar con el 33,54 %, mientras que el binomio Zamora - Molina obtuvo el 12,29 %. 
Aunque la fórmula de la Alianza Frente Compromiso para el Cambio obtuvo la mayor cantidad de votos, no cumplió con el requisito que estipula el artículo 96.º de la Constitución de la Ciudad de Buenos Aires: la fórmula ganadora debe obtener la mayoría absoluta de los votos positivamente emitidos.
De esta forma, fue necesario recurrir a una segunda vuelta, efectuada el 14 de septiembre de ese mismo año. En la segunda vuelta la fórmula encabezada por Aníbal Ibarra se impuso con el 53,48 % de los votos, mientras que la encabezada por Mauricio Macri obtuvo el 46,52 %. De esta forma, Ibarra obtendría la reelección y se mantendría en su cargo hasta marzo de 2006, cuando fue destituido luego de un juicio político. Fue la primera vez que se realizó una segunda vuelta electoral en la ciudad desde que esta se volvió autónoma en 1996.

## Reglas electorales
- Si ninguna fórmula obtenía más del 50 % de los votos, jefe de Gobierno y vicejefe de Gobierno serían elegidos por segunda vuelta entre las dos fórmulas más votadas.
- Por última vez desde la autonomía de Buenos Aires, se renovaba la totalidad de los miembros de la Legislatura de la Ciudad Autónoma de Buenos Aires. Los 60 diputados serían elegidos por sistema d'Hondt[1] y luego se determinaría por sorteo a 30 que cumplirían un mandato completo hasta 2007, y otros 30 que cumplirían medio mandato hasta las próximas elecciones, en 2005.[2]

## Candidatos

### Fuerza Porteña
| |                                                                            |
| |                                                                            |
| Aníbal Ibarra | Jorge Telerman                                                             |
| para jefe de Gobierno | para vicejefe de Gobierno                                                  |
| [[File:Anibal Ibarra.jpg\|300px\|alt={{{Alt\|{{{descripción}}}]] | [[File:JorgeTelerman (cropped).jpg\|300px\|alt={{{Alt\|{{{descripción}}}]] |
| Jefe de Gobierno de la ciudad de Buenos Aires (2000-2003) | Secretario de Cultura de la ciudad de Buenos Aires (2000-2003)             |
| Partidos en la alianza: - Frente para la Victoria - Frente Grande - Partido de la Victoria - Partido de la Ciudad - Partido de la Revolución Democrática - Partido Socialista - Memoria y Movilización Social - Afirmación para una República Igualitaria - Política Abierta para la Integridad Social - Partido Intransigente - Gestión Estado y Sociedad Todos Ahora |                                                                            |

### Frente Compromiso para el Cambio
| |                                                                                        |
| Independiente |                                                                                        |
| Mauricio Macri | Horacio Rodríguez Larreta                                                              |
| para jefe de Gobierno | para vicejefe de Gobierno                                                              |
| [[File:Mauricio Macri Foto de Prensa.jpg\|250px\|alt={{{Alt\|{{{descripción}}}]] | [[File:Horacio Rodriguez Larreta (cropped).jpg\|250px\|alt={{{Alt\|{{{descripción}}}]] |
| Presidente del Club Boca Juniors (1995-2007) | Director general impositivo de la Nación Argentina (2001-2002)                         |
| Partidos en la alianza: - Partido Justicialista - Partido Demócrata Progresista - Movimiento Generacional Porteño - Partido UNIR - Partido Popular Cristiano - Partido Todos por los Jubilados - Partido Federal - Partido Demócrata - Acción por la República - Partido Autonomista |                                                                                        |

### Autodeterminación y Libertad
| AyL                                                                        |                                                            |
| Luis Zamora                                                                | Sergio Daniel Molina                                       |
| para jefe de Gobierno                                                      | para vicejefe de Gobierno                                  |
| [[File:Luis Zamora - Diputados.jpg\|450px\|alt={{{Alt\|{{{descripción}}}]] | [[File:Noimage.png\|500px\|alt={{{Alt\|{{{descripción}}}]] |
| Diputado de la Nación por la Ciudad de Buenos Aires (2001-2005)            |                                                            |

### Unión para Recrear Buenos Aires
|                                                                         |                                                            |
|                                                                         |                                                            |
| Patricia Bullrich                                                       | Carlos Manfroni                                            |
| para jefa de Gobierno                                                   | para vicejefe de Gobierno                                  |
| [[File:Patricia Bullrich.jpg\|400px\|alt={{{Alt\|{{{descripción}}}]]    | [[File:Noimage.png\|500px\|alt={{{Alt\|{{{descripción}}}]] |
| Ministra de Seguridad Social (2001)                                     | Escritor                                                   |
| Partidos en la alianza: - Recrear para el Crecimiento - Unión por Todos |                                                            |

### Unión Cívica Radical
| Cristian Caram                                                                       | Ernesto Aldo Isuani                                        |
| ------------------------------------------------------------------------------------ | ---------------------------------------------------------- |
| para jefe de Gobierno                                                                | para vicejefe de Gobierno                                  |
| [[File:Cristian Caram Legislador Porteño.png\|250px\|alt={{{Alt\|{{{descripción}}}]] | [[File:Noimage.png\|500px\|alt={{{Alt\|{{{descripción}}}]] |
| Legislador de la Ciudad de Buenos Aires (2000-2003)                                  | Escritor                                                   |

### Izquierda Unida
|                                                                                         |                                                                                                   |
|                                                                                         | Independiente                                                                                     |
| Vilma Ripoll                                                                            | Herman Schiller                                                                                   |
| para jefa de Gobierno                                                                   | para vicejefe de Gobierno                                                                         |
| [[File:Vilma Ripoll (3657565135).jpg\|305px\|alt={{{Alt\|{{{descripción}}}]]            | [[File:Movimiento Judío por los DDHH Hermann Schiller.jpg\|800px\|alt={{{Alt\|{{{descripción}}}]] |
| Legisladora de la Ciudad de Buenos Aires (2000-2003)                                    | Periodista y defensor de derechos humanos                                                         |
| Partidos en la alianza: - Movimiento Socialista de los Trabajadores - Partido Comunista |                                                                                                   |

## Boletas

### Segunda vuelta

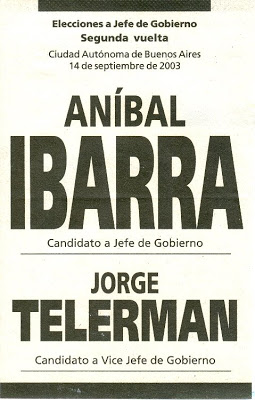
Ibarra - Telerman
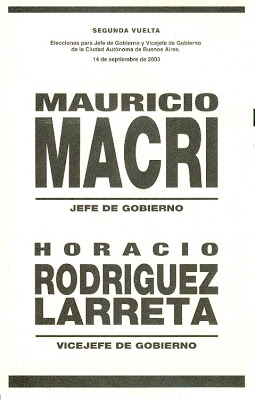
Macri - Rodríguez Larreta

## Resultados

### Jefe y vicejefe de Gobierno
| Fórmula                  | Fórmula                               | Partido/Alianza                      | Partido/Alianza | Partido/Alianza | 1.ª vuelta | 1.ª vuelta | 2.ª vuelta | 2.ª vuelta |
| Jefe de Gobierno         | Vicejefe de Gobierno                  | Partido/Alianza                      | Partido/Alianza | Partido/Alianza | Votos      | %          | Votos      | %          |
| ------------------------ | ------------------------------------- | ------------------------------------ | --- | --- | ---------- | ---------- | ---------- | ---------- |
| Aníbal Ibarra            | Jorge Telerman                        |                                      | | Fuerza Porteña | 256.299    | 14,57      |            |            |
| Aníbal Ibarra            | Jorge Telerman                        |                                      | Partido de la Ciudad                                                                                                 | 192.849 | 10,94      |            |            |            |
| Aníbal Ibarra            | Jorge Telerman                        |                                      | Partido de la Revolución Democrática                                                                                 | 141.263 | 8,03       |            |            |            |
| Aníbal Ibarra            | Jorge Telerman                        | Total Ibarra - Telerman              | Total Ibarra - Telerman                                                                                              | Total Ibarra - Telerman                                                                                              | 590.051    | 33,54      | 928.056    | 53,48      |
| Mauricio Macri           | Horacio Rodríguez Larreta             |                                      | Frente Compromiso para el Cambio                                                                                     | Frente Compromiso para el Cambio                                                                                     | 660.748    | 37,55      | 807.385    | 46,52      |
| Luis Zamora              | Sergio Daniel Molina                  |                                      | Autodeterminación y Libertad                                                                                         | Autodeterminación y Libertad                                                                                         | 216.168    | 12,29      |            |            |
| Patricia Bullrich        | Carlos Manfroni                       |                                      | Unión para Recrear Buenos Aires                                                                                      | Unión para Recrear Buenos Aires                                                                                      | 171.765    | 9,76       |            |            |
| Cristian Caram           | Ernesto Aldo Isuani                   |                                      | Unión Cívica Radical                                                                                                 | Unión Cívica Radical                                                                                                 | 33.324     | 1,89       |            |            |
| Vilma Ripoll             | Herman Schiller                       |                                      | Izquierda Unida | Izquierda Unida | 21.203     | 1,21       |            |            |
| Lía Méndez               | Graciela Cassiani                     |                                      | Partido Humanista | Partido Humanista | 11.000     | 0,63       |            |            |
| Jorge Guillermo Selser   | María Magdalena Macaggi               |                                      | Partido Socialista Auténtico                                                                                         | Partido Socialista Auténtico                                                                                         | 6.054      | 0,34       |            |            |
| Marcelo Ramal            | María Rachid                          |                                      | Partido del Obrero                                                                                                   | Partido del Obrero                                                                                                   | 5.449      | 0,31       |            |            |
| Lucio César Somoza       | Juan Manuel María Soaje               |                                      | Partido Popular de la Reconstrucción                                                                                 | Partido Popular de la Reconstrucción                                                                                 | 4.838      | 0,27       |            |            |
| Joaquín Mario Vilella    | Ricardo Marcelino Gargiulo            |                                      | Movimiento de Jubilados y Juventud                                                                                   | Movimiento de Jubilados y Juventud                                                                                   | 4.567      | 0,26       |            |            |
| Ariel Julio Ferrari      | Fernando Bruno Piqué Covone           |                                      | Partido Jubilados en Acción                                                                                          | Partido Jubilados en Acción                                                                                          | 4.153      | 0,24       |            |            |
| Eduardo Elías Traboulsi  | Roberto Omar Buffone                  |                                      | Partido Demócrata Cristiano                                                                                          | Partido Demócrata Cristiano                                                                                          | 4.025      | 0,24       |            |            |
| Pedro Raúl La Rocca      | Jorge Silivio A. Colotto              |                                      | Acción Ciudadana | Acción Ciudadana | 3.379      | 0,19       |            |            |
| Jorge Eduardo Rodríguez  | María Zulema Núñez de Sabbatini       |                                      | | Cambio con Justicia Social                                                                                           | 2.077      | 0,12       |            |            |
| Jorge Eduardo Rodríguez  | María Zulema Núñez de Sabbatini       |                                      | Partido Reconquista                                                                                                  | 703 | 0,04       |            |            |            |
| Jorge Eduardo Rodríguez  | María Zulema Núñez de Sabbatini       | Total Rodríguez - Núñez de Sabbatini | Total Rodríguez - Núñez de Sabbatini                                                                                 | Total Rodríguez - Núñez de Sabbatini                                                                                 | 2.780      | 0,16       |            |            |
| Emilio Guillermo Nani    | Mirta Aurora González                 |                                      | Movimiento para la Recuperación de la República                                                                      | Movimiento para la Recuperación de la República                                                                      | 2.671      | 0,15       |            |            |
| Luis Alberto Clementi    | Miriam Lilian Mac Allister            |                                      | Movimiento de Integración y Desarrollo                                                                               | Movimiento de Integración y Desarrollo                                                                               | 2.425      | 0,14       |            |            |
| Christian Castillo       | Andrea D'Atri                         |                                      | Partido de los Trabajadores Socialistas                                                                              | Partido de los Trabajadores Socialistas                                                                              | 2.425      | 0,14       |            |            |
| Mariana de Alva          | Lucio Tato                            |                                      | Partido para una República con Oportunidades                                                                         | Partido para una República con Oportunidades                                                                         | 1.883      | 0,11       |            |            |
| Mariano Mera Figueroa    | Beatriz María Sollazo                 |                                      | Movimiento por la Dignidad y la Independencia                                                                        | Movimiento por la Dignidad y la Independencia                                                                        | 1.720      | 0,10       |            |            |
| Julián Licastro          | Guillermo Pedro Federico Pinto Kramer |                                      | Partido Blanco de la Capital Federal                                                                                 | Partido Blanco de la Capital Federal                                                                                 | 1.717      | 0,10       |            |            |
| Juan Ricardo Mussa       | Irene Fernanda Herrera                |                                      | Partido Frente de los Trabajadores, de los Desocupados y de los Jubilados para la Unión de la Ciudad de Buenos Aires | Partido Frente de los Trabajadores, de los Desocupados y de los Jubilados para la Unión de la Ciudad de Buenos Aires | 1.568      | 0,13       |            |            |
| Jorge Guidobono Rey      | Ramón Ferreyra                        |                                      | Liga Socialista Revolucionaria                                                                                       | Liga Socialista Revolucionaria                                                                                       | 1.492      | 0,08       |            |            |
| Enrique Javier Martorell | Fernando Jorge Aren                   |                                      | Partido Reconstrucción Republicana                                                                                   | Partido Reconstrucción Republicana                                                                                   | 1.338      | 0,08       |            |            |
| Andrea Fabiana Salmini   | Víctor Rodolfo Onesti                 |                                      | Movimiento al Socialismo                                                                                             | Movimiento al Socialismo                                                                                             | 1.277      | 0,07       |            |            |
| Julio Roberto Muñoz      | Marta Inés Enciso                     |                                      | Movimiento de Integración Ciudadana                                                                                  | Movimiento de Integración Ciudadana                                                                                  | 1.151      | 0,07       |            |            |
| César Augusto Arias      | Rita Alicia Fiorillo                  |                                      | Partido de la Generación Intermedia                                                                                  | Partido de la Generación Intermedia                                                                                  | 1.111      | 0,06       |            |            |
| Juan Carlos Beica        | Jorge Alberto Rosales                 |                                      | Convergencia Socialista                                                                                              | Convergencia Socialista                                                                                              | 804        | 0,05       |            |            |
| Votos positivos          | Votos positivos                       | Votos positivos                      | Votos positivos | Votos positivos | 1.759.440  | 96,99      | 1.735.441  | 94,75      |
| Votos en blanco          | Votos en blanco                       | Votos en blanco                      | Votos en blanco | Votos en blanco | 39.168     | 2,16       | 50.664     | 2,77       |
| Votos nulos              | Votos nulos                           | Votos nulos                          | Votos nulos | Votos nulos | 15.512     | 0,86       | 45.481     | 2,48       |
| Participación            | Participación                         | Participación                        | Participación | Participación | 1.814.120  | 69,83      | 1.831.586  | 70,50      |
| Votantes registrados     | Votantes registrados                  | Votantes registrados                 | Votantes registrados                                                                                                 | Votantes registrados                                                                                                 | 2.597.993  | 100        | 2.597.993  | 100        |
| Fuente:                  |                                       |                                      | | |            |            |            |            |

#### Por circunscripción electoral - 1.ª vuelta
| Circunscripción | Circunscripción       | Mauricio Macri (CpC) | Mauricio Macri (CpC) | Aníbal Ibarra (Fuerza Porteña) | Aníbal Ibarra (Fuerza Porteña) | Luis Zamora (AyL) | Luis Zamora (AyL) | Patricia Bullrich (UpT) | Patricia Bullrich (UpT) | Cristian Caram (UCR) | Cristian Caram (UCR) | Vilma Ripoll (IU) | Vilma Ripoll (IU) | Otros  | Otros | Total     |
| N.º             | Parroquia             | Votos                | %                    | Votos                          | %                              | Votos             | %                 | Votos                   | %                       | Votos                | %                    | Votos             | %                 | Votos  | %     | Votos     |
| --------------- | --------------------- | -------------------- | -------------------- | ------------------------------ | ------------------------------ | ----------------- | ----------------- | ----------------------- | ----------------------- | -------------------- | -------------------- | ----------------- | ----------------- | ------ | ----- | --------- |
| 1               | Vélez Sársfield       | 21.056               | 34,28                | 22.384                         | 36,45                          | 8.558             | 13,93             | 4.867                   | 7,93                    | 1.265                | 2,06                 | 840               | 1,37              | 2.446  | 3,98  | 61.416    |
| 2               | San Cristóbal Sud     | 16.054               | 36,33                | 16.112                         | 36,46                          | 5.205             | 11,78             | 3.107                   | 7,03                    | 1.031                | 2,33                 | 643               | 1,46              | 2.035  | 4,61  | 44.187    |
| 3               | Santa Lucía           | 16.794               | 40,42                | 13.133                         | 31,61                          | 5.003             | 12,04             | 3.457                   | 8,32                    | 775                  | 1,86                 | 537               | 1,29              | 1.854  | 4,46  | 41.553    |
| 4               | San Juan Evangelista  | 14.667               | 45,69                | 9.716                          | 30,26                          | 3.126             | 9,74              | 1.814                   | 5,65                    | 985                  | 3,07                 | 443               | 1,38              | 1.352  | 4,21  | 32.103    |
| 5               | Flores                | 35.868               | 35,00                | 36.262                         | 35,38                          | 13.910            | 13,57             | 9.841                   | 9,60                    | 1.682                | 1,64                 | 1.305             | 1,27              | 3.628  | 3,54  | 102.496   |
| 6               | San Carlos Sud        | 26.741               | 34,75                | 26.524                         | 34,46                          | 10.378            | 13,49             | 7.758                   | 10,08                   | 1.677                | 2,18                 | 996               | 1,29              | 2.887  | 3,75  | 76.961    |
| 7               | San Carlos Norte      | 24.890               | 30,91                | 30.737                         | 38,17                          | 11.507            | 14,29             | 7.937                   | 9,86                    | 1.318                | 1,63                 | 1.125             | 1,40              | 3.009  | 3,74  | 80.523    |
| 8               | San Cristóbal Norte   | 12.942               | 36,04                | 12.344                         | 34,38                          | 4.757             | 13,25             | 2.938                   | 8,18                    | 723                  | 2,01                 | 533               | 1,49              | 1.671  | 4,65  | 35.908    |
| 9               | Balvanera Oeste       | 16.978               | 34,42                | 18.037                         | 36,56                          | 6.387             | 12,95             | 4.148                   | 8,41                    | 974                  | 1,97                 | 750               | 1,52              | 2.058  | 4,17  | 49.332    |
| 10              | Balvanera Sud         | 9.604                | 36,15                | 9.179                          | 34,55                          | 3.332             | 12,54             | 2.307                   | 8,68                    | 548                  | 2,06                 | 400               | 1,50              | 1.200  | 4,52  | 26.570    |
| 11              | Balvanera Norte       | 9.704                | 34,19                | 10.287                         | 36,25                          | 3.475             | 12,24             | 2.733                   | 9,63                    | 640                  | 2,26                 | 399               | 1,41              | 1.141  | 4,02  | 28.379    |
| 12              | Concepción            | 10.743               | 36,21                | 10.438                         | 35,18                          | 3.677             | 12,39             | 2.311                   | 7,79                    | 679                  | 2,29                 | 478               | 1,61              | 1.344  | 4,53  | 29.670    |
| 13              | Montserrat            | 13.078               | 40,92                | 10.042                         | 31,42                          | 3.495             | 10,93             | 2.691                   | 8,42                    | 738                  | 2,31                 | 460               | 1,44              | 1.457  | 4,56  | 31.961    |
| 14              | San Nicolás           | 11.322               | 41,52                | 8.102                          | 29,71                          | 2.910             | 10,67             | 2.808                   | 10,30                   | 702                  | 2,57                 | 317               | 1,16              | 1.110  | 4,07  | 27.271    |
| 15              | San Bernardo          | 21.663               | 30,66                | 28.799                         | 40,76                          | 9.788             | 13,85             | 5.673                   | 8,03                    | 1.206                | 1,71                 | 1.034             | 1,46              | 2.491  | 3,53  | 70.654    |
| 16              | Belgrano              | 32.621               | 39,99                | 24.405                         | 29,92                          | 9.251             | 11,34             | 10.459                  | 12,82                   | 1.441                | 1,77                 | 725               | 0,89              | 2.672  | 3,27  | 81.574    |
| 17              | Palermo               | 45.487               | 40,76                | 33.190                         | 29,74                          | 11.858            | 10,63             | 14.631                  | 13,11                   | 1.545                | 1,39                 | 1.048             | 0,94              | 3.828  | 3,43  | 111.587   |
| 18              | Las Heras             | 39.833               | 37,86                | 34.188                         | 32,49                          | 12.133            | 11,53             | 12.807                  | 12,17                   | 1.449                | 1,38                 | 1.112             | 1,06              | 3.698  | 3,51  | 105.220   |
| 19              | Pilar                 | 44.483               | 43,63                | 27.341                         | 26,82                          | 9.569             | 9,38              | 15.355                  | 15,06                   | 1.366                | 1,34                 | 765               | 0,75              | 3.075  | 3,02  | 101.954   |
| 20              | Socorro               | 23.869               | 53,73                | 8.354                          | 18,81                          | 2.710             | 6,10              | 7.427                   | 16,72                   | 536                  | 1,21                 | 271               | 0,61              | 1.255  | 2,82  | 44.422    |
| 21              | San Vicente de Paul   | 31.238               | 38,15                | 27.644                         | 33,76                          | 11.297            | 13,80             | 6.241                   | 7,62                    | 1.411                | 1,72                 | 1.025             | 1,25              | 3.027  | 3,70  | 81.883    |
| 22              | Villa Lugano          | 36.689               | 42,44                | 29.523                         | 34,15                          | 9.097             | 10,52             | 4.479                   | 5,18                    | 1.955                | 2,26                 | 1.026             | 1,19              | 3.685  | 4,26  | 86.454    |
| 23              | Cristo Obrero         | 24.483               | 37,30                | 23.481                         | 35,77                          | 7.999             | 12,19             | 4.449                   | 6,78                    | 1.474                | 2,24                 | 868               | 1,32              | 2.888  | 4,40  | 65.642    |
| 24              | Versalles             | 22.466               | 34,53                | 22.586                         | 34,72                          | 9.741             | 14,97             | 5.383                   | 8,28                    | 1.472                | 2,26                 | 821               | 1,26              | 2.590  | 3,98  | 65.059    |
| 25              | San Luis Gonzaga      | 24.466               | 35,47                | 23.155                         | 33,57                          | 9.491             | 13,76             | 6.798                   | 9,86                    | 1.767                | 2,56                 | 758               | 1,10              | 2.535  | 3,68  | 68.970    |
| 26              | San José              | 23.057               | 33,35                | 25.416                         | 36,77                          | 9.752             | 14,11             | 5.949                   | 8,60                    | 1.464                | 2,12                 | 1.008             | 1,46              | 2.479  | 3,59  | 69.125    |
| 27              | Ntra. Sra. del Carmen | 20.825               | 35,29                | 21.614                         | 36,62                          | 7.731             | 13,10             | 4.908                   | 8,32                    | 1.246                | 2,11                 | 695               | 1,18              | 1.995  | 3,38  | 59.014    |
| 28              | Saavedra              | 29.127               | 36,62                | 27.058                         | 34,01                          | 10.031            | 12,61             | 8.489                   | 10,67                   | 1.255                | 1,58                 | 821               | 1,03              | 2.771  | 3,48  | 79.552    |
| Resultado       | Resultado             | 660.748              | 37,55                | 590.051                        | 33,54                          | 216.168           | 12,29             | 171.765                 | 9,76                    | 33.324               | 1,89                 | 21.203            | 1,21              | 66.181 | 3,76  | 1.759.440 |

#### Por circunscripción electoral - 2.ª vuelta

| Circunscripción | Circunscripción       | Aníbal Ibarra (Fuerza Porteña) | Aníbal Ibarra (Fuerza Porteña) | Mauricio Macri (CpC) | Mauricio Macri (CpC) | Total     |
| N.º             | Parroquia             | Votos                          | %                              | Votos                | %                    | Votos     |
| --------------- | --------------------- | ------------------------------ | ------------------------------ | -------------------- | -------------------- | --------- |
| 1               | Vélez Sársfield       | 35.094                         | 58,01                          | 25.406               | 41,99                | 60.500    |
| 2               | San Cristóbal Sud     | 24.855                         | 56,74                          | 18.952               | 43,26                | 43.807    |
| 3               | Santa Lucía           | 21.137                         | 51,26                          | 20.099               | 48,74                | 41.236    |
| 4               | San Juan Evangelista  | 15.595                         | 48,51                          | 16.552               | 51,49                | 32.147    |
| 5               | Flores                | 56.972                         | 56,89                          | 43.177               | 43,11                | 100.149   |
| 6               | San Carlos Sud        | 42.214                         | 56,18                          | 32.924               | 43,82                | 75.138    |
| 7               | San Carlos Norte      | 47.711                         | 60,78                          | 30.789               | 39,22                | 78.500    |
| 8               | San Cristóbal Norte   | 19.694                         | 55,70                          | 15.662               | 44,30                | 35.356    |
| 9               | Balvanera Oeste       | 28.061                         | 57,61                          | 20.644               | 42,39                | 48.705    |
| 10              | Balvanera Sud         | 14.779                         | 56,24                          | 11.500               | 43,76                | 26.279    |
| 11              | Balvanera Norte       | 15.699                         | 56,13                          | 12.271               | 43,87                | 27.970    |
| 12              | Concepción            | 16.381                         | 56,31                          | 12.708               | 43,69                | 29.089    |
| 13              | Montserrat            | 15.905                         | 50,41                          | 15.646               | 49,59                | 31.551    |
| 14              | San Nicolás           | 13.046                         | 48,35                          | 13.936               | 51,65                | 26.982    |
| 15              | San Bernardo          | 43.109                         | 62,29                          | 26.098               | 37,71                | 69.207    |
| 16              | Belgrano              | 38.974                         | 48,65                          | 41.132               | 51,35                | 80.106    |
| 17              | Palermo               | 52.003                         | 47,40                          | 57.709               | 52,60                | 109.712   |
| 18              | Las Heras             | 53.427                         | 51,54                          | 50.237               | 48,46                | 103.664   |
| 19              | Pilar                 | 43.137                         | 42,79                          | 57.670               | 57,21                | 100.807   |
| 20              | Socorro               | 13.349                         | 29,92                          | 31.271               | 70,08                | 44.620    |
| 21              | San Vicente de Paul   | 44.595                         | 54,81                          | 36.761               | 45,19                | 81.356    |
| 22              | Villa Lugano          | 46.890                         | 53,28                          | 41.122               | 46,72                | 88.012    |
| 23              | Cristo Obrero         | 36.962                         | 56,33                          | 28.652               | 43,67                | 65.614    |
| 24              | Versalles             | 36.182                         | 57,05                          | 27.239               | 42,95                | 63.421    |
| 25              | San Luis Gonzaga      | 37.194                         | 54,94                          | 30.501               | 45,06                | 67.695    |
| 26              | San José              | 39.729                         | 58,62                          | 28.044               | 41,38                | 67.773    |
| 27              | Ntra. Sra. del Carmen | 33.171                         | 57,18                          | 24.839               | 42,82                | 58.010    |
| 28              | Saavedra              | 42.191                         | 54,07                          | 35.844               | 45,93                | 78.035    |
| Resultado       | Resultado             | 928.056                        | 53,48                          | 807.385              | 46,52                | 1.735.441 |

### Legislatura
| ← 2000 · Legislatura · 2005 → | ← 2000 · Legislatura · 2005 →                                                                                        | ← 2000 · Legislatura · 2005 → | ← 2000 · Legislatura · 2005 → | ← 2000 · Legislatura · 2005 → | ← 2000 · Legislatura · 2005 → |
| Partido/Alianza               | Partido/Alianza | Votos                         | %                             | Bancas                        | Candidatos |
| ----------------------------- | --- | ----------------------------- | ----------------------------- | ----------------------------- | --- |
|                               | Fuerza Porteña | 240.270                       | 13,84                         | 9/60                          | Ver candidatos: 1. Norberto La Porta (PS) 2. Ariel Schifrin 3. Laura Moresi 4. Fernando Melillo 5. Roy Cortina (PS) 6. Ana María Suppa 7. Fernando Cantero 8. Francisco J. Miguel Talento 9. Sandra Elena Dosch 10. Martín Hourest 11. Luis Vespoli 12. Mabel Beatriz Piñeiro 13. César Luis Calcagno 14. Daniel José Martini 15. Inés Urdapilleta 16. Víctor Gabriel Picciano 17. Marcelo Gustavo Antuña 18. Claudia Neira 19. Carlos Campolongo 20. Miriam Alicia Bearzotti 21. Deborah Cohen 22. Pablo Caulier García 23. Silvia Oddi 24. José Tito San Martín 25. María G. Roverano 26. Juan Manuel Abal Medina 27. Noemí Mónica Ruejas 28. Claudio Marcial Suárez 29. Claudia Strapko 30. Roberto A. Pagura 31. Verónica María Gómez 32. Claudia Lilian García 33. Federico Zugasti 34. Juan Cruz Noce 35. Norma E. Micheltorena 36. Maximiliano Ferraro 37. María Cristina de Ciervo 38. Eduardo Gabriel Valentino 39. Fabiana Fiszbin 40. Horacio Pedro González 41. Reyes Aguirre 42. Adriana Ester Mariano 43. Pablo Mandia 44. Rubén Fernando Haber 45. Mónica Guariglio 46. Mabel Aurora Remon 47. Eduardo Sabato 48. Jorge Catania 49. María del Carmen Villarruel 50. Alberto Olveira Rial 51. Daniel Portas-Tarela 52. Carmen María Frías 53. Gustavo E. Zbuczynski 54. Roberto José Novo 55. María Amelia Eguiguren 56. Pablo Celestino Gandino 57. Mónica Capacho 58. Ezequiel Ignacio Salomón 59. Sebastián Fernández Ciatti 60. Analía Laura Ubieta |
|                               | Autodeterminación y Libertad                                                                                         | 217.583                       | 12,54                         | 8/60                          | Ver candidatos: 1. Noemí Oliveto 2. Héctor Bidonde 3. Sergio Daniel Molina 4. Patricia Alejandra Flores 5. Rubén Ángel Devoto 6. Daniel Domingo Betti 7. Susana Beatriz Etchegoyen 8. Tomás Alberto Devoto 9. Daniel Omar Vega 10. Graciela Scorzo 11. Bartolomé Braulio Fernández 12. Néstor F. Rodríguez 13. Graciela Benedetti 14. Jorge Beade Harbin 15. Jorge Oscar Mena 16. Cecilia Nora Gesualdo 17. Darío A. Balvidares 18. Jorge O. Kazlauskas 19. Silvana Isabel Nogués 20. Mauricio O. Wagner 21. Ricardo Vera 22. Delia Zulema Gómez 23. Maximiliano Bosi 24. Rodolfo Delfino Peruch 25. Lidia Juana Salazar 26. Juan Martín Marenco 27. Susana C. Sánchez 28. Germán S. Sartori 29. Ricardo Adolfo Teijeiro 30. Viviana B. Mitidieri 31. Bernardo A. Wiñazky 32. Julio Villarino 33. Ivana C. Socoloff 34. Gustavo A. Baamonde 35. César Néstor Arroyo 36. Laura Graciela Llamas 37. Martín M. Sharples 38. Carolina Ban 39. Miguel Ángel Yebra 40. Laura Inés Álvarez Hüwiler 41. Ricardo Alberto Dini 42. Alicia Mabel Pangaro 43. Manela Vega 44. Horacio Pérez Carrasco 45. Rubén Edmundo Romero 46. Diana Lía Braceras 47. Carlos Lamarca 48. Gustavo Fabián Cano 49. Carmen H. Giménez 50. Ana M. Bettinardi 51. Sergio Gustavo Martín Cavazza 52. Carlos A. Tinnirello 53. Silvia Adriana Sixto 54. Ménica Alicia Barraza 55. José Luis Castro 56. Blanca Alicia Urretabizcaya 57. Guillermo Rodolfo Tarabollini 58. José Luis Mollo 59. Lucía Eva Gonçalvez 60. Jorge M. Arbeleche |
|                               | Frente de la Esperanza Porteña                                                                                       | 211.783                       | 12,20                         | 8/60                          | Ver candidatos: 1. Santiago de Estrada 2. Eduardo Lorenzo Borocotó 3. Soledad Acuña 4. Helio Rebot 5. Ricardo Oscar Busacca 6. Dora Matilde Mouzo 7. Marcelo Rafael Godoy 8. Mario José Morando 9. Sara Mirta Fastman 10. Susana Teresita Sánchez 11. Simón Eduardo Bestani 12. Osvaldo Santangelo 13. Sandra Santoyani 14. Roberto Juan Caldo 15. Roberto Antonio Safita 16. María Eva Palermo 17. Rubén Omar Torelli 18. María Paz Pérez Losas 19. Alexis Gabriel Gitto 20. Miguel Rousseau Portalis 21. Ninawa Daher 22. Waldo Bernabé Mendoza 23. Mario Fernando León 24. Carmen Pérez 25. Susana Graciela Licari 26. Diego Rodríguez 27. María Gabriela Panelli 28. Néstor Daniel Corbani 29. Carmen Pilar Cudeiro 30. Silvia Beatriz Vigo 31. Alberto Daniel Benito 32. Gerardo Miguel Anania 33. Florencia Godoy Arroyo 34. Jorge Arguindegui 35. Francisco Nilo Boglione 36. Rosa Emilia Monzón 37. Víctor Hugo Domínguez 38. Dante Ricardo Ledesma 39. Rosario Jijena 40. Daniel Edgardo Magliotti 41. José Ángel Báez 42. Felisa Rosario Sierra 43. Enrique Horacio Santanna 44. Julián Pedro Augé 45. Ema Teresa Logusso 46. Héctor Pablo Marún 47. Patricio Raúl Capitani 48. Beatriz Dora García 49. Antonio Vaquer Diez de Tejada 50. Aurelio Touriño 51. Estela Carmen Racana 52. Juan Carlos Antony 53. Héctor Rafael Oliva 54. Tamara Bielkiewicz 55. Cristian Longarini 56. Edith Catalina Fabiano 57. Ignacio Jorge Nebel 58. Juan Carlos Comerci 59. Selva Machado Montemurro 60. Jorge Atilio Belardi |
|                               | Compromiso para el Cambio                                                                                            | 179.730                       | 10,35                         | 7/60                          | Ver candidatos: 1. Gabriela Michetti 2. Rodrigo Herrera Bravo 3. Jorge Enríquez 4. María Florencia Polimeni 5. Diego Santilli 6. Marcos Peña 7. Alicia Marta Bello 8. Oscar Moscariello 9. Ricardo Daniel I. Wulichszer 10. Irene López de Castro 11. Carlos Mauricio Mazzón 12. Carlos Guido Tramutola 13. Silvia María Eva Gottero 14. Juuo César Balbi 15. Fabián Alejandro Valle 16. Liliana Inés Iamurri 17. Néstor Aníbal Abbas 18. Carlos Alberto Arias 19. Lidia Noemí Saya 20. Daniel Adrián Riesgo 21. M. Cristina Nieto Suanno 22. María Alejandra Olivárez 23. Roberto Aníbal Destéfano 24. Ramiro César Tagliaferro 25. Guadalupe Tagliaferri 26. Germán Carlos Maldonado 27. Juan Pablo Chaín 28. María Beatriz Lenz 29. Baltazar Jaramillo 30. Alejandro Fernández 31. Susana Beatriz Iaría 32. Gustavo Luis Corvalán 33. Guillermo Luis Iacobelli 34. Ana María Gómez 35. Luis Brian Lehmann 36. Alejandro Itzcovich Griot 37. Juan José Rosso 38. Carolina Stanley 39. María Mónica Cacace 40. Juan Domingo Cristiano 41. José Ramón Rocchi 42. María Marta Maenza 43. Eduardo Macchiavelli 44. Ignacio Crevena 45. Julieta Ivana Cau 46. Roberto Olazagasti 47. Alejandro Ameijenda 48. Carlos Federico Salvai 49. Susana Elisa Castagna 50. Ernesto Chichotky 51. Fernando de Andreis 52. Lucía del Carmen Carew 53. Ernesto Rodríguez 54. Alfredo Buonocore 55. María Cristina Brunet 56. Ignacio Juan Arcidiácono 57. Marcelo Claudio Bouzas 58. Manuela Linari 59. Antonio Roma 60. Pedro Guido Bagnoli |
|                               | Partido de la Ciudad                                                                                                 | 177.334                       | 10,22                         | 7/60                          | Ver candidatos: 1. Jorge Alberto Giorno 2. Alicia Caruso 3. Julio de Giovanni 4. Marta Elena Talotti 5. Carlos Oscar Ameijeiras 6. Marina Dolores Pérez 7. Mirta Gloria Onega 8. Abelardo V. García 9. Norberto A Smurra 10. Liliana R. Castro 11. Juan Norberto Cohenca 12. Ramón J. Grinceri 13. Ana María Sanz 14. Ángel Pompe 15. Nicolás E. Puente 16. María S. Monserrat 17. Guillermo Cafferatta 18. César A. Espiño 19. Elina Stewart 20. Miguel de los Santos Baiz 21. Raúl J. Donzelli 22. Norma A. Figueroa 23. Francisco M. Silva 24. Hugo R. Pate 25. Marta B. Monachesi 26. Adriano Bosi 27. Carlos A. Barcia 28. Rita del Valle Orellana 29. Rogelio M. Sevilla 30. Rubén D. Martínez 31. Susana B. Rivas 32. Jacinto R. González 33. Juan Carlos Giles 34. Elsa Vilches 35. Carlos B. Sánchez 36. Jorge Luis Grassia 37. María M. Assuero 38. Marcos L. Micenmacher 39. Raúl H. Bochicchio 40. Marta L. Pérez 41. Héctor E. Muñoz 42. Omar E. Mayester Cid 43. Marta G. Caris 44. Leonardo H. Montiel 45. Jesús César Burle 46. Mercedes A. Dicrecsenso 47. Tomislavo Marich 48. Federico J. de Simone 49. Silvia Martensen 50. Andrés Paris 51. Héctor A. Finocchiaro 52. Carolina S. Albela 53. Olga I. di Nuzzo 54. Roberto O. Pontarollo 55. María Cristina Sánchez 56. Enrique J. Schiaffino 57. Susana T. Fernández 58. María Rosa Pereyra 59. Nicolás E. Corizzo 60. Dalila L. Bernadsky |
|                               | Unión para Recrear Buenos Aires                                                                                      | 172.219                       | 9,92                          | 6/60                          | Ver candidatos: 1. Jorge San Martino 2. María Eugenia Estenssoro 3. Carlos Araujo 4. Juan Manuel Velasco 5. Silvia La Ruffa 6. Fernanda Ferrero 7. Fernando Caeiro 8. Esteban Bullrich 9. Celina McLean 10. Javier José Goñi Campagiorni 11. Miguel Ricardo Chamula 12. Marta Lucía Agostini de Varela 13. Fabián Eladio Blanco 14. María Inés Edith Raffo 15. Carlos Alberto Cruz 16. Enzo Luis Pagani 17. Vilma Mabel Zallio 18. Pablo Antonio Rovira 19. Vivian María del Carmen Berzero 20. Jorge Arnaldo Lucchesi 21. Julio César Calviño 22. Claudia Patricia Salerno 23. Horacio Enrique Rivero 24. Luis Fernando Tornquist 25. María Alejandra Ferreyra 26. Roberto Manuel Cancel 27. Juan Carlos Neves 28. Silvina Mariana Ovalles 29. Fernán Rodrigué 30. Hugo Salomón Schlofer 31. Sandra Lía Rouget 32. Nicolás Morasso 33. Héctor Horacio Harguindey 34. Susana Carmen Gómez 35. Juan Carlos Barreiro 36. Sergio Denis Paz 37. Mercedes Sofía de Achával 38. Claudio Cambursano 39. Francisco Gorrini 40. Mónica María Josefina Narvaja 41. Aldo Calandrelli 42. Roberto Antonio Cillis 43. María Inés Gutiérrez Berisso 44. María M. C. Alejandra Uslenghi 45. Julián Martín Obiglio 46. Marisa Lucía Pugliese 47. Pablo Enrique Selley 48. Marta Vicenta Verón 49. Diana Martínez Barrios de Toso 50. Ricardo Abd El Jalil 51. Vanesa Ileana Berkowski 52. Silvia Mónica Datsira 53. Alberto Gowland 54. Carlos María Martín Seeber 55. Magdalena Vidal Saavedra 56. Arturo Pedro Gorin 57. Guillermo Valle Asencio 58. Marta Noemí Walthan-Bishop 59. Miguel Alberto Guevara 60. Enrique Jorge Leporati                                                                              |
|                               | Movimiento Generacional Porteño                                                                                      | 140.645                       | 8,10                          | 5/60                          | Ver candidatos: 1. Jorge Daniel Mercado 2. Silvia Majdalani 3. Chango Farías Gómez 4. Álvaro González 5. Sandra Guillermina Bergenfeld 6. Marcelo Alejandro Villa 7. Carlos Gustavo Wilson 8. Andrea Fabiana Napoli 9. Luis Alberto Miyar 10. Ricardo Gabriel Mauro 11. Elena Neme 12. Roberto Carlos Ayala 13. Manuel Martín Brítez 14. Dora Virginia Díaz 15. Sandra Mariel Fretes 16. Iván Marino Gallardo 17. Elena Elvira García 18. Blanca del Valle Mamani 19. Javier Ignacio Martínez 20. Antonia Cano 21. Horacio Marcelo Moure 22. Miguel Ángel Rotoli 23. Karina Nieves Bulzicco 24. Carlos Alfonso Guarachi 25. Horacio Antonio Giuffrida 26. María Eva Abraham 27. Fabricio Lucas Matías Maffeis 28. Enrique Daniel Peralta 29. Amalia Delia Maglie 30. Jorge Giunta 31. Miguel Ángel Boezio 32. Noemí del Carmen Tonessi 33. Ildermar Armando Molina 34. Manuel de Jesús Benítez 35. Luján Zoraida 36. José Luis Bulzicco 37. Carlos Fernando Aranda 38. Raquel Leonor Deluca 39. Ricardo Ceferino Vilte 40. Clemente José Belingheri 41. Marta Casafús 42. Juan José Araubi 43. Adolfo Raúl Ruggero 44. Nélida María Frasca 45. Néstor Mario Zacarías 46. Juan Carlos Vilano 47. Erminia Susana López 48. Rubén José Gianatelli 49. Rubén Alberto Seara 50. Elena Rosario Encinas Orve 51. Enrique Eduardo Sosa 52. Rubén Alberto Carames 53. Fabiana Lía López 54. Martín Antonio Skackauskas 55. Ariel Rubén Mauro 56. Selva Alcira Pérez 57. Mario Brítez 58. Darío Gabriel Ragno 59. Martina Rodríguez 60. Miguel Ángel González |
|                               | Partido de la Revolución Democrática                                                                                 | 128.173                       | 7,38                          | 5/60                          | Ver candidatos: 1. Diego Kravetz 2. Beatriz Margarita Baltroc 3. Milcíades Floreal Arturo Peña 4. Claudio Américo Ferreño 5. Mónica María Bianchi 6. Héctor L. García 7. Guillermo Robledo 8. Norma B. Petroff 9. Carlos Niccolini 10. Sebastián Bellagamba 11. Silvana Fica 12. Roberto Goldsman 13. Alicia E. Barrera 14. Ernesto J. Alegre 15. Carlos Rico Alcázar 16. Mercedes Inda 17. Fernando Abal Medina 18. Edgardo Condoleo 19. Laura G. Simpson 20. Luis A. Pantano 21. Guillermo Sabattino 22. Silvia Caberlotto 23. Roberto Ferraro 24. Oreste Zamero 25. Hilda María Reija 26. Alberto O. Fucchi 27. José Villavedra 28. Graciela Amitrano 29. Facundo Carman 30. Laura Macchi Rabi 31. Guillermo Scaglione 32. Adria Villamayor 33. Alberto A. Suárez 34. Nicolás Horacio Vera 35. María del C. López 36. Alberto Enrique Sappia Villanueva 37. Hugo E. Pérsico 38. Analía G. Yezze 39. Miguel Ángel Ojeda 40. Jorge D. Sandoval Espada 41. Noemí Charlier 42. Ernesto J. Aguilar 43. Raúl R. Dántelo 44. Viviana Alicia Pepe 45. Aníbal del Papa 46. Luis M. Castillo 47. María C. Palmero 48. Juan A. Figueroa 49. Roberto Pellegrino 50. Ada Rita Álvarez 51. Dardo Ariel Podestá 52. Víctor D. Rodríguez 53. Andrea Claudia Barros 54. Maximiliano Villavedra 55. Miguel Ángel Alberini 56. Eleonora Dorfman 57. Ernesto O. Benfatti 58. Guillermo J. Ascar 59. Marta A. Garbarino 60. Verónica P. García |
|                               | Alianza de Centro | 95.398                        | 5,50                          | 3/60                          | Ver candidatos: 1. Juan Carlos Lynch 2. Martín Borrelli 3. Paula Bertol 4. Héctor M. Huici 5. José Luis Fernández Valoni 6. María Bernarda Pirovano 7. Gustavo A. Llaver 8. Fernando R. Bustelo 9. Elena M. Mitjans 10. Fernando G. Ferreyra 11. Cristian Francos 12. Mario Berdu 13. Rita Marcela French 14. Alicia Isabel Vázquez 15. Mercedes Isla Rodríguez 16. Sergio Rubén Viola 17. Niria Liliam Macaria 18. María Magdalena Schmitz 19. Rodolfo Schwarzkopf 20. Mónica Raquel Alonso 21. Gladis G. Fredes 22. Enrique L. Aravsky 23. Ignacio Ramírez 24. Beatriz Margarita Cervera 25. Jorge Carlos Marengo 26. Rolando Diego Carbone 27. Aída M. Angelelli 28. Carlos E. Podestá 29. Cristina L. Senra 30. Ricardo Martínez 31. María Cristina Corral 32. Carlos A. Buletti 33. Ricardo J. Milco 34. María Laura Selva 35. Diego J. Tajman 36. Gisela M. Speiser 37. Gonzalo Martín Caballero 38. Lisandro Echenique 39. Denia Gabriela Casal 40. Néstor Montesano 41. Diego Aizenberg 42. María Rosa Farah 43. Balbino Ongay 44. Rodolfo G. Silva 45. María Cristina Quinteros 46. Ildres Efraín Faggionatto 47. Martín A. Tufeksian 48. Elena A. Oliveto 49. Luis C. Belinco Audubert 50. Marta Gonzalez 51. Marina A. Hnatiuk 52. Donald Cash 53. Carina A. Mendes Lopes 54. Germán N. Lavergne 55. Diego Pablo Rossi 56. Andrea V. Vallejos 57. Agustín Primo Fernández 58. Esteban G. Perilli 59. Marcela P Acuña 60. Karina E. González |
|                               | Unión Cívica Radical                                                                                                 | 38.198                        | 2,20                          | 1/60                          | Ver candidatos: 1. Roberto Vázquez 2. Carlos A. Lo Guzzo 3. Elsa G. Mastronicola 4. Gastón O. Aín 5. Juan Eduardo Seliman 6. Silvia Collin 7. Flavio F. González 8. Fabiana S. Campos 9. Pascual O. Passarella 10. Enrique D. Speranza 11. Luna Silvia N. González 12. Juan Carlos Kehiayan 13. Guillermo D. Buzzo 14. María Esther F. Bassani 15. Jorge O. Ortiz 16. Laura Galván Aguilera 17. Hwa Kim Suk 18. Liliana I. Villamonte 19. José A. Pereiro 20. Marcela P. Inafuku 21. Diego E. Castagnaro 22. Guillermo P. Suárez 23. Norma T. Ventrice 24. Ricardo R. Benedetti 25. Eugenio L. Colombo 26. Lucila A. Santagostino 27. Teodolindo Vázquez 28. Alfonsín Hugo G. Vilches 29. Cristina D. Impala 30. Sérgio G. Iturri 31. María del Carmen Castro 32. Eduardo A. Barragán 33. Roberto Noyjovich 34. Elsa S. Barata 35. Carlos A. Falchi 36. Gastón M. P. Gamez 37. Paula G. Fortini 38. Horacio Ricci 39. Norma Quiroga 40. Horacio E. Gastrell 41. María Ballesteros 42. Iván Corte Graciano 43. Yolanda Polizzi 44. José M. Vilanova 45. Germán Martín Adler 46. Ana M. Masarachio 47. Héctor D. Tanquart 48. Marieta R. Santos 49. Juan Carlos Ávila 50. Alberto César Gaitán 51. Adriana V. Valentini 52. Rubén Vales 53. Alberto Horacio Ramírez 54. Martha Beatriz Lattanzio 55. Bruno Schwartz 56. José Delfor Vázquez 57. Clara López 58. Christian D. Montello 59. Maria Buompadre 60. Diego Miguel Brahamian |
|                               | Izquierda Unida | 32.833                        | 1,89                          | 1/60                          | Ver candidatos: 1. Vilma Ripoll 2. Marcos Wolman 3. Julio C. Gambina 4. Virginia G. Fariña 5. Nora E. Podestá Serra 6. Agustín J. Vanella B. 7. Gimena C. Sakin 8. Néstor Rubén Tzanoff 9. Carlos A. Tcholakian 10. Adriana L. Pacagnini 11. Carlos A. Magliano 12. Pablo D. Sartore 13. Ana María Ramb 14. Roberto J. Montes 15. Francisco Formento 16. Marta Alicia García 17. Cayetano Mazzaglia 18. Adriana G. Zarlenga 19. María M. Taboada 20. Edgardo Héctor Milani 21. Carlos M. Zamorano 22. Alicia S. Antolini 23. Rosa Herrera 24. Roberto A. Luján 25. Nuria Inés Giniger 26. Gustavo C. Reynoso 27. Manuel J. Gutiérrez 28. Viviana Carranza 29. Gerardo D. Etcheverry 30. Julio E. Jaure 31. Anahí M. Maldonado 32. Graciela E. Booth 33. Jorge Carlos Curia 34. Gabriel Gálvez 35. Nélida E. Rodríguez 36. María del V. Enríquez 37. Enrique E. Raffo 38. Jorge Luis Leyendo 39. Clara del Franco 40. Alicia S. Astrada 41. Alberto Daniel Martín 42. Alberto L. Pollarolo 43. Mónica Z. Fornos 44. Hernán R. Bruno 45. Daniel Orlando López 46. Sara Lamparta 47. Beatriz Muñoz 48. Carlos Rodríguez 49. Héctor Mario Zezza 50. Beatriz Massanisso 51. Susana Melidoni 52. Jorge D. Leguizamón 53. Sergio D. Bertaccini 54. Margarita V. Genaver 55. Alberto C. de Renzis 56. Fernando M. Murcia 57. Marian L. Radall 58. Héctor E. Marchese 59. Lisandro E. Rappetti 60. Silvia Soldaini |
|                               | Partido Humanista | 14.312                        | 0,83                          | 0/60                          | Ver candidatos: 1. Lía Méndez 2. Celia Rosa Latuf 3. Diego Gastón Hansen 4. Pablo Ernesto Ales 5. María Cristina Suárez 6. Angelini Mario Martínez 7. Oscar Alberto Yodice 8. Emma Nicolasa Soria 9. Salvador Alfonso Castro 10. Fernando Liska 11. María Eugenia Vittori 12. Andrés Pellegrini 13. Graciela Cassiani 14. Catalino Hugarte Paredes 15. Glenda de la Fuente 16. Sergio Oscar Silvero 17. Marcelo Daniel Águila 18. Mabel Edith Rivera 19. Silvio Bernardini 20. Diego Martín García Ruffinilli 21. Josefa Greco 22. Pedro Andrés Velázquez 23. Sandra Noemí Olguín 24. Javier Santipablo 25. Juana Aurora Barragán 26. Luis Horacio Costantini 27. Aldana Gisela Morrone 28. Gabriel Héctor Guzmán 29. Sonia Susana Carosella 30. Raúl Lisandro Suárez 31. Marcela Inés Bruno 32. Pablo Héctor Sequeira 33. Leila Elena Gisela Suárez 34. Eugenio Manuel Ratto 35. Julia Beatriz Ybarra 36. Adolfo Eduardo Ramírez 37. Daniel Gustavo Campos 38. Sandra Lewy Smith 39. Claudio Luis Carminati 40. Sergio Eduardo Barbieri 41. Érica Victoria Neiff Bernsdorff 42. Walter Rubén Bartolomé 43. Mónica Silvia Flores 44. Gustavo Martín Tenaglia 45. Francisco Antonio Gorsin 46. Castelanaida Martha Ortega 47. Lejandro Agustín Gallaro Fustera 48. Mauricio Esteban Rodríguez 49. Patricia Mieres Valdez 50. Norma Alejandra Paiz 51. María Julieta Spagnuolo 52. Marcelo Ricardo Correa 53. Judith Cabero Mencia 54. Francisca Fernández 55. Leandro Javier Emilio Hansen 56. Marcela Gabriela Larroude 57. María Graciela Fiducia 58. Jorge Luis Rosello Suasnabar 59. Andrea Magdalena Fernández 60. Mirta Rosario Renna                                                           |
|                               | Partido de la Gente                                                                                                  | 9.884                         | 0,57                          | 0/60                          | Ver candidatos: 1. Juan Eduardo Seliman 2. M. Cristina Alberici 3. José Estévez Cambra 4. Federico J. Migliaccio 5. Elizabeth C. Collen 6. Tomás N. Saayedra 7. Juan C. Romano 8. Pilar G. Banegas 9. Pedro V. di Ranni 10. Fabián R. Santos 11. María J. Wachs 12. Claudio F. Melendez 13. Daniel M. Wakstein 14. Norma M. Filgueiras 15. Rosa C. Tornese 16. Valle Chanquia 17. Fernando N. Cavalieri 18. Andrea S. Calicchio 19. Ricardo E. Williams 20. Raúl R. Rossetti 21. Ana M. Dellagiovanna 22. Valeria C. Saavedra 23. Juan C. Carreira 24. Mario N. Abalsa 25. Ana M. Baltazar 26. Guillermo C. Viscardi 27. Alejandro D. Mayor 28. Mónica L. Oppizzi 29. María F. Ramos 30. Ricardo A. Arango 31. Stella M. Sabatini 32. Mariano G. Rodríguez 33. Miguel A. Teruel 34. Amelia M. Sabatini 35. Carlos A. Urdiales 36. Fernando S. Santos 37. Cristina F. Teruel 38. Pablo M. Gianoli 39. Raúl A. Benítez 40. Gabriela L. Marasca 41. Reinaldo Baldino 42. Aldo S. López 43. Mercedes D. Agüero 44. Francisco V. Staiano 45. Héctor M. Cabaleiro 46. Patricia B. Santillán 47. Gonzalo García 48. David A. Jacubovich 49. Clementina T. Cicerchia 50. Alberto J. Mora 51. Ángel Battista 52. Marta E. Petrizzi 53. Nelson E. Vázquez 54. Héctor D. Staiano 55. Clorinda Baldino 56. Marcelo L. Medina 57. Francisco J. Chancalay 58. Anabella A. Migliaccio 59. María R. Casavalencia 60. Mauro S. Carnelli |
|                               | Partido Socialista Auténtico                                                                                         | 8.760                         | 0,51                          | 0/60                          | Ver candidatos: 1. Jorge Guillermo Selser 2. Adrián Rodolfo Camps 3. Sena Tchalidy 4. Aldo Daniel de Santis 5. Francisco Moreno Guirado 6. Virginia González Gass 7. Ricardo Martín Aguirre 8. Jesús Oscar Fernández 9. Luisa Raquel Russomanno 10. Liliana Palavecino 11. Carlos Alberto Cebalos Guzmán 12. Mana Luisa Ruiz 13. Guillermo Francisco Ogilvie 14. Gustavo Alejandro Aguirre 15. Clara Elena Levy 16. Daniel Guilermo Pittaluga 17. Mana del Carmen Woll 18. Rodolfo Agustín Horacio Cantero 19. Isabel Beatriz Blazek 20. Diego Martín Durán 21. Olga María López 22. Juan Albino Frías 23. María de los Ángeles Sartal 24. Julio Ignacio Pittaluga 25. Pilar Susana Molina 26. Leandro Ariel Lacherra 27. Valeria Alejandra Poquero 28. Jorge Ricardo Taglioretti 29. Eduardo Marcelo Salva 30. Sara Sánchez 31. Guillermo César Núñez 32. Antonio Isidoro Montoya 33. Ana María del Vecchio 34. Enrique Roque Benavídez 35. Etelvina Aurelia Sánchez 36. Arturo Eduardo Ogilvie 37. Jessica Alejandra Vigo 38. Aarón Gandman 39. Noemí Beatriz Macri 40. Armando Luis Britos 41. Carmen Graciela Loduca 42. José Daniel Barrionuevo 43. Silvia Roza 44. Gustavo Alejandro Paradela 45. Margarita Ogara 46. Juan Basilio Godoy 47. Verónica Aurora López 48. Pablo Jesús Casadei 49. Francisca Lavallén 50. Rodolfo Vázquez 51. Ester Elisa Cáceres 52. Antonio Martín Quintana Coronel 53. Rubén Osvaldo Segovia 54. Nelly Esther Rodríguez 55. Antonio Villarrubia 56. Mirta Amelia Guantay 57. Walter Amílcar Palavecino 58. Catalina María Cristina Esponda 59. Ariel Hernán Ayala 60. María Irene Crespo                                                                        |
|                               | Partido del Obrero                                                                                                   | 7.691                         | 0,44                          | 0/60                          | Ver candidatos: 1. Marcelo Ramal 2. Eduardo Manuel Martínez 3. Marta Beatriz Lapides 4. Juan Carlos Righini y Pozzobon 5. Carlos Alberto Pérez 6. Adriana Julia de los Santos 7. Jorge Alfredo Pachamé 8. Guillermo Osvaldo Leyenda 9. Marcela Susana Tedesco 10. Víctor Federico Agustín Redondo 11. Elverilde Sandoval 12. Hernán Federico Scorofitz 13. Luis Ángel Trombetta 14. Norma Rosa Pintos 15. Marino Maximiliano Carabajal 16. Rosa Ramona Mercado 17. Paola Elena Olmos 18. Antonio Santos Castillo 19. Silvia Estela Hidalgo 20. Carlos Gustavo López 21. Elvira Ana Sánchez 22. Néstor Obdulio Figueredo 23. Edgardo Gabriel Cardoso 24. María Sánchez 25. Miguel Ángel Blanco 26. Alejandra Fabiana Galante 27. Mario Gregorio Diamonte 28. Flavio Condorí Peláez 29. Julia del Carmen Sáez González 30. Juan Rubén Morán 31. Débora Zambrano 32. María del Carmen Martínez 33. Paulino Dionisio Cantero 34. Horacio Nelson Baladrón 35. Norma Olga Roca 36. Javier Emanuel Nieto 37. Nicolás Andrés Rapanelli 38. Hilda Noemí Fernández 39. Leonardo Eliezer Furman 40. Hilda Noemí Borda 41. Andrea Fabiola Ferro 42. Cristiano Ariel Barreiro 43. Natalia Marcela Sosa 44. Carlos Alberto Petrillo 45. Diego Ariel Rojas Ayala 46. Elena Florín 47. Carlos Alberto Trejo 48. Domingo Faustino Reinoso 49. María Inés Meisegeier 50. Olga Lidia Zerr 51. Vicente Elías 52. Elsa Reartes 53. Dolores Jimena Pampín 54. Leonardo Héctor Izraelson 55. Liliana Leonor Schwartz 56. Isidora Carmen Romero 57. Juan Carlos Alfaro 58. Roberto Iván Moschner 59. Karina Carla Bruñí 60. María Claudia Freidenraij                                                                        |
|                               | Partido Demócrata Cristiano                                                                                          | 5.380                         | 0,30                          | 0/60                          | Ver candidatos: 1. Guillermo Marconi 2. Horacio Oyhanart 3. Ramona Marta Ruiz 4. Juan Carlos Macra 5. Severino Gago 6. María Elisa Chiapa 7. Ramón Luis Miglioni 8. Jaime Fischer 9. Irma Natalia Núñez 10. Carlos Santiago Seoane 11. Carlos Emilio Soma 12. María Juana Ricciardelli 13. Pablo Abel Siciliano Lezama 14. Eduardo Enrique Baffico 15. Sandra Beatriz Acuña 16. Miguel Ángel Unzurrunzaga 17. Jorge Peralta 18. Carmen Delia Rivero 19. Rodolfo Luis Bari 20. Herminio Fernández 21. María Flora Céspedes Zurita 22. Juan Carlos Cassara 23. Clemente Aitor Peralta 24. María de los Ángeles Dominutti 25. Haydee Tilve 26. Emilio Ángel Padrón 27. Edgardo Fabián González 28. Stella Maris Noemí Chacón 29. Miguel Ángel Carsillo 30. Hugo Adalberto Coccaro 31. Alicia Susana Díaz 32. Luis Ariel Ferrara 33. Mónica Patricia Sáenz 34. Jorge Lucas Guiñazú 35. Gabriel Josué Corbella 36. Rosa Amelia Guerrieri 37. Jorge Carlos Caminos 38. María Elena Trimarco 39. Eduardo Antonio Graillat 40. Noemí Nélida Rube 41. Jorge Osvaldo Bonafina 42. Miguel Golia 43. Diana Rosa Bertón 44. Jorge Néstor Fontana 45. Mercedes Carmen Leonor Patrón 46. Humberto Darío Carrizo 47. Érica Alejandra Villegas 48. José Rubén Díaz 49. Leonardo Rubén Manuguian 50. Iris Lorena Banegas 51. Antonio Laurenzano 52. Juan Antonio Sauca 53. Liliana Estela Eugenia Fabbio 54. Luis Alfredo Herrera 55. Cayetano Oscar Dores 56. María Ester Ríos 57. Luis César Samaniego 58. Ricardo Narciso Albarracín 59. Olga Magdalena Fernández 60. Fernando Gabriel García |
|                               | Partido Popular de la Reconstrucción                                                                                 | 5.194                         | 0,30                          | 0/60                          | Ver candidatos: 1. Oleg Mikhnó 2. Néstor Jorge Godoy 3. Balbina Dora Lanza Tanco 4. Enrique Gino Micheli 5. Ricardo Antonio Somoza 6. Vilma Josephine Biro Alemán 7. Guillermo Eduardo Cascino 8. Rubén Ángel Bres 9. María Alicia Luchetti 10. Dalmiro Félix Patricio Videla Balaguer 11. Ricardo Agustín Tiscornia 12. Victoria Eugenia Abella 13. José María Salas 14. Gerardo Ludo Pittaluga 15. Mabel Dellacqua 16. Miguel Ángel Ramírez 17. Ricardo Héctor Moreno 18. Gloria Ester Blaylock 19. Roberto Daniel Alegre 20. Orlando Francisco Flores 21. María Marta Centeno 22. Pablo Daniel Flores 23. Amaro Guillermo Callejas 24. Inés de la Dolorosa Gallardo 25. Carlos Félix Trancamilla 26. Miguel Ángel Zurita 27. Magdalena María Bosch 28. Adrián Marcelol Bastianes 29. Daniel Alberto Calmucci 30. Mercedes Solange Callejas 31. David Carlos Pellicer 32. Osvaldo Eduardo Brignola 33. Alejandra Verónica González 34. Sixto Darío Ávila 35. Emmanuel Alberto Carou 36. María de los Dolores Bosch 37. Sandro Fabricio Olaza Pallero 38. Pablo Augusto Marini 39. Élida Noemí Donadio 40. Rafael María Gallardo 41. Ricardo Mariano López 42. María Marta Covarrubias 43. Juan José Roig 44. Luciano Valdez 45. Nelly Rosa Taborda 46. Carlos Enrique Alonso 47. Francisco Miguel Bosch 48. Delia Gregoria González del Campo 49. Silvia Blanca Barrera 50. Nicolás Miguel Carrizo 51. Gabriela Anahí Faetani 52. Josefina Mercedes Marcel 53. Martín Antonio Ezequiel Brigante 54. Valeria Luján Bravo 55. Elbia Graciela Fernández 56. Mariano Noel Valdez 57. María Rosa Calmucci 58. Ricardo Rafael González Dorrego 59. Arturo Juan Gordano 60. María Soledad Aparicio Chagra |
|                               | Partido Jubilados en Acción                                                                                          | 4.611                         | 0,27                          | 0/60                          | Ver candidatos: 1. Antonio Ferrari 2. Argentino J. Negrón Escobar 3. Teresa D'Onofrio 4. Rubén Osmar Gaudio 5. Hugo Daniel Niemevz 6. Beatriz Van Rousselt 7. Héctor Francisco Panetta 8. Héctor Hugo Olea 9. Liliana Beatriz Loleggio 10. María Cristina Túbaro 11. Rafael Carmelo di Landro 12. Francisco Ornar Formente 13. Nélida Ángela Turrín 14. Mario Oscar Manuale 15. Segundo Casanova 16. Marta Susana López 17. Héctor Norberto Moyano 18. Eduardo Dante Asilian 19. María Fernanda Gándara 20. Lea Chernis 21. Ernesto Julio Bendisky 22. Miriam Gladys Trucchi 23. Adriana Estela Ortelli 24. Mario Enrique Junges 25. Teresa del Valle Solohaga 26. Mariana Andrea Gutiérrez 27. Roberto Iarruye 28. Ada Socorro López 29. Irma Elva Iriarte 30. Darío Martínez 31. Nelly Aída Cúneo 32. Celia Viola 33. Martín Leandro Villamor 34. Myriam Romina Bigga 35. Olga Beatriz Fazzolari 36. Eduardo Honorio Gutiérrez 37. Delia Graciana Godoy 38. Ana María Torres 39. Martín Leonardo Gardino 40. María Cristina Khandjian 41. Hilda Nelly Ponce 42. Norberto Osvaldo Soldini 43. María Carolina Alonso 44. Silvia Betty Ovejero Paz 45. Julio Villegas 46. Ema Alicia Manzur 47. Emilia Elsa Ferrari 48. Juan Carlos Sánchez 49. María Corina R. Mangiarotti 50. María Carolina Ferro 51. Guillermo Héctor Panetta 52. Stella Maris Loleggio 53. Sandra N. Guzmán Tesio 54. Antonio Vicente Viola 55. María Belén Villamor 56. Magdalena Haydeé Rocca 57. Domingo Mario G. Sánchez 58. Cecilia Inés Conde 59. Juan Carlos Alberto Specian 60. Esther Ana Presumido |
|                               | Acción Ciudadana | 3.970                         | 0,23                          | 0/60                          | Ver candidatos: 1. Antonio Agustín Montenegro 2. Teresa Graciela Morrone 3. Carlos Alberto Moreno 4. José Bajo 5. Érica Viviana Ontiveros 6. Carlos Alberto Lancelotti 7. Mario Alberto Puértolas 8. Ramona de Jesús Meza 9. Roberto José Basilico 10. Fernando Luis María Calvo 11. Sandra Edith Oviedo 12. Alfredo Martín Mendieta 13. Jorge Ramón Pighín 14. Gilda Lezcano 15. Ramón Oscar Molina 16. Andrés Alberto López 17. Herminia Ribón 18. Ricardo Walter Mordacini 19. Pedro Ornar Guiñazú 20. Tomasa Ríos 21. Roberto José Greco 22. Horacio Roberto Yrigoyen 23. Vilma Graciela Sayago 24. Daniel Santos Cuevas 25. Maximiliano Nahuel Puértolas 26. Beatriz Nilda López 27. Genaro Soto 28. Leonardo Marrero 29. Marta Adela Brito 30. Felisa Elena Cabriel 31. Miguel Ángel Macedo 32. Ana Catalina Romero 33. Ezequiel Severino Mendieta 34. Celia González 35. Blanca Reyna Mordacini 36. Emiliano Facundo dos Santos 37. Juan Furci 38. Nelfa del Valle Castillo 39. Gustavo Félix Miguel García 40. Matías Adrián Antognoli 41. Cándida Rosa Ferreyra 42. Efraín Rodolfo Reinoso 43. Hernán Diego García 44. Carmen Amelia García 45. Néstor Alberto López 46. Bafundo Lucas Hernán Matekic 47. Teresita Edith Nazar 48. Pablo Alberto Bonavigna 49. Sergio Raúl Pini 50. Teresa del Carmen Ceballos 51. Alfredo Antonio Caporale 52. Osvaldo González 53. Susana Cristina Tassara 54. Oscar Alberto Masi 55. Ana Nelly Sánchez Castillo 56. Andrea Sofía Ferreyra 57. Femando Jorge Rossi 58. Marta Solorzano 59. María Luisa del Lourdes Morales 60. Carlos Alberto Fernandez                                                                                                   |
|                               | Movimiento para la Recuperación de la República                                                                      | 3.794                         | 0,22                          | 0/60                          | Ver candidatos: 1. Emilio Guillermo Nani 2. Mirta Aurora González 3. Edgardo Frola 4. Carlos Alberto Chiesa 5. Patricia Cristina Varni 6. Antonio José Mozzarelli 7. Guillermo Esteban Gini 8. María Alejandra Tarradellas 9. Claudio Fernando Morales Gorleri 10. Esther Josefina Casas 11. Jorge Eduardo Ghigliotti 12. Elina Noemí Saleme 13. María Susana Ygobone 14. Carlos Alberto M. Pinardi 15. Ángela Faustina Nievas 16. Graciela Amelia Paulero 17. Julio César Bussolini 18. Alicia Guardamagni 19. Martín Codo 20. Elsa Estigarribia 21. Nydia Esther Muro 22. Armando Daniel Caputo 23. Nélida Esther Ruetti 24. Estela Adelina Lavergne 25. Alberto Armando Sampietro 26. Telma Amella Giner 27. Silvana Alejandra Fontaiña 28. Rodrigo Gastón Tarradellas 29. Carlos Guillermo Montaña 30. Esther Inés Musán 31. Sebastián Ignacio Pinardi 32. María Josefina Bosch Ibarguren 33. Carlos Alberto Parisi 34. José Pedro Macchioli 35. Patricia Verónica Harboe 36. Julio Fernando Poggi 37. Eduardo Daniel Nicholson 38. Sandra Alicia Ávila 39. José Oscar Zambianchi 40. Oscar Ángel Scilingo 41. Virginia Fabiani 42. Rafael Luis Cespa 43. Cecilia Lidia Carol Lugones 44. Estela Beatriz Green 45. Horacio Omar de Luca 46. Marcelo Hernando Stella 47. María de la Paz Ghigliotti 48. Juan Cabral 49. María Delfina Ahrtz 50. Juan Manuel Repetto 51. Diego Luis Vidal de María 52. Elsa Susana Torrisi 53. Eduardo Manuel Velasco 54. Martha Esther Dentone 55. Mirian Lilian Kupiecki 56. Daniel Alberto Kettle 57. Sebastián Isidro Gavatorta 58. María Ximena Frola 59. María Celina Nani 60. José Luis Ramella                                                             |
|                               | Movimiento de Jubilados y Dirigentes Sociales                                                                        | 3.692                         | 0,21                          | 0/60                          | Ver candidatos: 1. Carlos Daniel Racineti 2. Norberto Daniel Cabrera 3. Ilda Gómez 4. Carolina Elvira Benvenuto 5. Emilio Hugo Branzani 6. Camilo Santiago Carlos Testa 7. Rosa Aurora Lefevre 8. Lucía María Reimondo 9. Manuel Osvaldo Díaz 10. Mario Horacio Destefano 11. Julia Élida Nizzi Ojeda 12. Ítalo Rodolfo Martelli 13. Horacio Oscar José Stigliano 14. María Esther Viana 15. Carlos Colomer 16. Marina Argentina Bulacio 17. Rosa Daneri 18. Flavio Alfredo Coco 19. Humberto Carmelo Furfaro 20. Elsa Irma Berno 21. Mario Medina 22. Eugenia Silvero 23. Gonzalo Gastón Martínez Vergerio 24. Ramón Ruperto Armua 25. Azucena Tejero 26. Augusto Reinaldo Camurati 27. María Elena Poggi 28. Roberto Celiz 29. Catalina Iannizzi 30. Roberto Guaglianone 31. Olga Drewniak 32. Hilario Patiño Martínez 33. Jorge Humberto Barresi 34. Lorena Andrea Martínez 35. Luis Putzoli 36. Alberto Haside 37. Vicenta Conte 38. Amelia Celestino 39. Héctor Rosa Cabral 40. Rodolfo Carrena 41. Manuela Ester Dure 42. Gustavo Javier Ippolito 43. Héctor Omar Nieva 44. Beatriz Elizabeth Ippolito 45. Graciela Haydee Teguindegui 46. Osvaldo Loque 47. Norberto Vélez Davit 48. Liliana Mabel García 49. Elisa Emilia Argañaraz 50. José Gabriel Correa 51. Carolina Beatriz Montiel Colman 52. Verónica Paula Andrea Ippolito 53. Ricardo Jorge Hirsch 54. Celia Élida Moyano 55. Salvador Omar Carnuccio 56. Lelia Noemí Campos 57. Inés Patricia Kuperman 58. Gerardo Antonio Salares 59. Margarita Encarnación Pérez 60. Juan Carlos Racineti |
|                               | Movimiento de Jubilados y Juventud                                                                                   | 3.660                         | 0,21                          | 0/60                          | Ver candidatos: 1. Joaquín Mario Vilella 2. José Carlos Arcagni 3. María Paula Ramognino Ortiz 4. Marcelo Daniel Zenof 5. Gerardo Rodríguez Palomero 6. Eugenia Rivero Segura 7. Oscar Antonio Pinto 8. Roberto Mario Muscia 9. Nilda Beatriz Menzatestta 10. Luis Andrés Manterola Rivero 11. Marcelo Roberto Velcoff 12. Adelina Valiante 13. Carlos Alberto Martínez 14. Gustavo Martín Piatigorsky 15. Mirta Elizabeth Ramos 16. Guillermo Pedro Iribarne 17. Eduardo Rubén Carullo 18. María Cristina Colombo 19. Beatriz Irene Pernisa 20. Francisco Emilio Cardozo 21. Alfredo José Pereira 22. Sara Novisky 23. Adriana Élida Celleri 24. Alberto Villa 25. Roberto Adrián Gerbasi 26. Ada Teresa Angelli 27. Petrona Norma Barboza 28. Carlos Alberto Montenegro 29. María Damela Estévez 30. Alberto Deolindo Almada 31. Graciela de los Ángeles Claverie 32. Osvaldo Héctor Bonifacio Lamuño 33. Elba Carmen Pulchni 34. Toribio Zamudio 35. Yael Natalia Soledad Vildoza 36. Gabriel Herrera 37. José Pisano 38. Monga Alejandra Loupias Scarfone 39. Miguel Ángel Guadalupe 40. Ramona Teresa del Pilar Rayero 41. Félix Héctor Haroldo de Lillo 42. Ismael Fares 43. Nora Estela Valdez 44. Mario Ramón Pereyra 45. Clara Luz González 46. Horacio Ricardo Reusmann 47. Lorenzo La Valle 48. María Esther Leal 49. Fabricio José Indart 50. Irene Roggieri 51. Carlos Arturo Fuertes 52. Miguel Ángel Pinto 53. Miryam Roxana Cueva 54. Carlos Alberto Heredia 55. Jorge Luis Bianca 56. Rosa María Borrino 57. Ginés Sánchez López 58. Jorge Ernesto Ciccarelli 59. Jacinta Ripodas 60. Jorge Alberto Ramognino                                                                       |
|                               | Partido de los Trabajadores Socialistas                                                                              | 3.209                         | 0,19                          | 0/60                          | Ver candidatos: 1. Christian Castillo 2. Virginia Pescarmona 3. Carlos Artacho 4. Martín Ogando 5. Bárbara Cantalupo 6. Miguel Reisenman 7. Martín Durán 8. María Cecilia Feijoó 9. Emilio Salgado Quintaos 10. Alicia Navarro Palacios 11. Guillermo Franco 12. Guillermo Ermili 13. Paula Beltrame 14. Esteban Mercatante 15. María Eugenia Superviene 16. Matías Piccinelli 17. Hernán Otero 18. Juliana Torres 19. Mariano Leguizamón 20. Eduardo Saab 21. Silvia Lía Pasaresi 22. Diego Stillo 23. Gloria Buccella 24. Andrea Robles 25. Martín Romano 26. Hugo Colombini 27. María Sol Dorín 28. Natalia Moreno 29. Jorge Maximiliano Montero 30. María Lorena Castro 31. Florencia Lifredo 32. Bartolomé Girado 33. Alicia Rojo 34. Daniela García 35. Juan Gabriel Dalmaso 36. Lucia Eva Feijoó 37. Pablo Anta 38. Cecilia Galland 39. Gabriela Pavón 40. Andrés del Sarto 41. Florencia Piriz 42. Florencia Gasparini 43. Alfredo Mirabelle 44. Cecilia Ariana Díaz 45. Karina Daverio 46. José Adrián Henrique 47. Mariana Fernanda Elorga 48. Graciela Curia 49. Femando Enrique Hodara 50. Bárbara Ivonne Acevedo 51. Pablo Alejandro Macarigni 52. Dolores Contreras 53. Florencia Grossi 54. Víctor Raggio 55. Nicolás Bendersky 56. Fabiana Sotelo 57. Luis Librera 58. Gustavo Stillo 59. Carina David 60. Martín Hojman |
|                               | Movimiento de Integración y Desarrollo                                                                               | 3.111                         | 0,18                          | 0/60                          | Ver candidatos: 1. Luis Alberto Clementi 2. José Gabriel Anitua 3. Felipa Carmen Maldonado 4. Guillermo Rubén Seoane 5. Cayetano de Jesús Tapia 6. Edit Rosa Tiglio 7. Neval Olmo Lauria 8. Laura Valeria Marotias 9. Alberto González Winkler 10. Horacio Andrés Cavalcanti 11. Florinda Ménica Gordon 12. Jorge Adolfo Guerri 13. Leonardo Iurcovich 14. Angela Victoriana Ugalde 15. Jorge Carlos Roberto 16. Atelman Marcos Jaichenco 17. Blanca Nélida Coria 18. Juan Carlos Machado 19. Miguel Ángel Picardi 20. Norma Ruesta 21. Armando Higinio García 22. Pablo Amílcar Delsere 23. Elsa Nora Burgos 24. Daniel Marcelo Oliden 25. Federico Meyer Nemerovsky 26. María Elena Platino 27. Eduardo Argentino Pintado 28. Miguel Cheong 29. Gladys Susana D'Anna 30. Jesús Alfredo Peña 31. Oscar Teigeiro 32. Graciela Susana Cavalcanti 33. Juan Ignacio Garberi 34. Lauro Alejandro Lagos 35. María Elena Montero 36. Manuel Honesto García Loto 37. Femando Narciso Busquets 38. Alcira Mabel María Perri 39. Flavio Máximo Bertini 40. Igino Vivani 41. Araminta Martínez Villamil 42. Generoso Resesvindo Rodríguez 43. Alfredo Víctor García 44. Sandra Liliana Lombardi 45. Roberto Luis Zanoni 46. Héctor Horacio Marcó 47. Graciela Isabel Marsan 48. Alberto José Faggionato 49. Juan Carlos Gordon 50. Evelyn Paola Rivollier Villalobos 51. Luis Antonio Viñas 52. Eugenio Alberto Silva 53. Nora Beatriz Ficher 54. Roberto Vivam 55. lldo Norberto Lombardi 56. Flavia Julia Delsere 57. Daniel Oscar Galvagno 58. Augusto De Magalhaes 59. María Victoria Seoane 60. Horacio Mario Zanoni                                                                                      |
|                               | Cambio con Justicia Social                                                                                           | 3.038                         | 0,18                          | 0/60                          | Ver candidatos: 1. Jorge Eduardo Rodríguez 2. Liliana Rosa Carrascosa 3. Manuel Gerardo Monasterio 4. Susana Elena Colla 5. Gustavo Fernández Gaffrey 6. Claudio Izaguirre 7. Margarita Alvarado 8. Susana Graciela Yeza 9. Antonio Salvador Alberti 10. Pablo Daniel Muse 11. Tania Orfila Delgado 12. Donato Magno 13. José Raúl Pérez 14. María Cristina Chianese 15. Oscar Alberto Ciancio 16. Dante José Alfredo Suen 17. Silvia Sonia Quiroga 18. Fernando Salazar 19. Horacio Armando Pereyra Arandia 20. Liliana Eda García 21. Carlos Tomás Hernández 22. Roberto Crimer 23. Stella Maris Gastaudo 24. Rubén Ornar Hoffmann 25. Oscar Hugo Bianchi 26. Roxana Jorgelina Francioli 27. Carlos Alberto Gómez 28. Carlos Alberto Rodríguez Pereyra 29. Mónica Graciela Cibeira 30. Diego Carlos M. Sabbatini 31. Leonardo Carlos Besnati 32. Estela María Raffaele 33. Humberto Delfor Bilbao 34. Juan Carlos Federico Doval 35. Miriam Elisabet Rodríguez 36. Diego Arnaldo López Alcalá 37. Gustavo Damián Celani 38. María Fernanda Tramanzoli 39. Osvaldo Luis Vaccarezza 40. Marcelo Jorge Huertas 41. Edith Fanny González 42. Javier Lacambra 43. Hernán Gustavo Moran 44. Beatriz Juana Romano 45. Ricardo Gregorio Brun 46. Alejandro Atilio Toranzo 47. Ana María Cifre 48. Guillermo José Bello 49. Miguel Ángel Arancio 50. Mirta Rosa Mariani 51. Omar Eduardo Romeni 52. José Ramón Ahmar 53. Susana Estela Rodríguez 54. Romualdo Iñon 55. Vicente Cuenze 56. Margarita R. del Valle Cisneros 57. Pedro Izaguirre 58. Julio Ivar Domínguez 59. Dora C. del Valle Velázquez 60. Jorge Osvaldo Recanatini                                                                         |
|                               | Partido para una República con Oportunidades                                                                         | 2.546                         | 0,15                          | 0/60                          | Ver candidatos: 1. Leandro Popik 2. Federico Ricciardi Lima 3. Marlene Rodríguez 4. Ciro Gabriel Avruj 5. Julio Berazategui 6. Mónica Tekel 7. César Rosenstein Romero 8. Luis Nocetti 9. María Alejandra Kozik 10. Jorge Vargas 11. Federico Osuna 12. María Maguire 13. Maximiliano Campos Ríos 14. Ricardo Esteves 15. Daniela Perrone 16. Agustín Frizzera 17. Pedro Fernández de Luco 18. María Eugenia Valles 19. Federico Colmar 20. Gisela Garzón de la Roza 21. Rodrigo Luchinsky 22. Nicolás Ezequiel Benito 23. Susana Malvicino de Falcone 24. Mauro Bertocco 25. Sandra Picerni 26. Miguel Mariani 27. Cristina Marzioli 28. María Della Sala 29. Ricardo Dubois 30. Elba Yolanda Ríos 31. Pablo Hartstein 32. Mariano Posbeyikian 33. Mónica Cavallotti 34. Juan C. Simonetti 35. Lucio Fonzo 36. Carmen Campos 37. Andrés Pezzutti 38. Mario Rago 39. Silvia Zlotnik 40. Fátima Prieto 41. Ezequiel Mesquita 42. Mónica Bonnot 43. Héctor Flores 44. Alicia Vela 45. Elma de Luque 46. Mariano Mitelman 47. Diego Cejas 48. Viviana Welz 49. Dan Krell 50. Silvina Urman 51. Ramona Ríos 52. Oscar Domínguez 53. Liliana Doradau 54. Andrea Romero 55. Adrián Indij 56. Pablo Sifón 57. Verónica Diez 58. José Rosenstein 59. Matías Maciel 60. Aída Alt |
|                               | Movimiento por la Dignidad y la Independencia                                                                        | 2.153                         | 0,12                          | 0/60                          | Ver candidatos: 1. Pablo Aníbal Rodrigáñez 2. María Uriondo 3. Néstor Andrés Blanco 4. Mariano Pinedo 5. Sandra Marcela Miñones 6. Diego Martín Gutiérrez Walker 7. Lucas Marisi 8. María Pía Devoto 9. Carlos Alberto Duhalde 10. Liliana Angélica Barreto 11. Marcelo Agustín Castillo Videla 12. Rubén Darío Facal 13. Ana María Franchino 14. Héctor Pablo Díaz 15. Héctor Celestino Rampoldi 16. María Jimena Rabanaque 17. Juan Alesio Colombo 18. Verónica Elizabeth Carrizo 19. Gastón Mario Lacorte 20. Alejandro Francisco Ocampo 21. Isabel Merlo 22. Antonio Mario Gómez 23. Ignacio Geria 24. Margarita Noemí Cervantes 25. Amelia Luciana Giménez 26. Miguel Ángel Sandoval 27. Francisco Manuel Cotello 28. Olga Ester Moreno 29. Rosa Larroque 30. Gabriel Oscar Campillay 31. Aída Margarita Allende 32. Aldo Carlos Lazzarini 33. Claudia Victoria D'Angelo 34. José Ramón Gramajo 35. Jorge Norberto Díaz 36. Julia Estela Lacourrege 37. Jorge Vicente D'Angelo 38. Jorge Alberto Martínez 39. Aurelia Dionisia García 40. Juan Carlos Agote 41. Fernando Guillermo Schneider 42. Patricia Alejandra Surgiel 43. Alejandro David Neumann 44. Carlos Alberto Rodríguez 45. Elsa Ticona 46. Carlos Eduardo Ayosa 47. Juan José Rosano 48. Isabel Alicia Lezcano 49. Martín Alberto Ovejero 50. Alberto Ismael Garcés 51. María de Luján Rivera 52. Eduardo Cosumano 53. Roberto Ángel Herrera 54. María Vitalina Valdivieso Alderete 55. Nicolás Augusto Germán Shinya 56. Eduardo Raúl Espalvieri 57. Hilda Mabel Peralta 58. Enrique Ramón Escudero 59. Federico Lozano 60. Lucía Mabel Gutiérrez                                                                                |
|                               | Partido Blanco de la Capital Federal                                                                                 | 2.049                         | 0,12                          | 0/60                          | Ver candidatos: 1. Ana María Pelizza 2. Gabriel Mario Tassi 3. Alfredo Eduardo Dupuy 4. Ester Vicitación Jaime 5. José Bilbao Richter 6. Víctor Costa 7. Fernanda Carina Terrero 8. Guillermo Javier Gauna 9. Julia Ester Mena 10. Nicolás Carlos Martínez Lage 11. María Tamara Revythis 12. Gustavo Alfredo Ortiz 13. Beatriz Graciela Barral 14. Jorge Alberto Novotny 15. Hebe Inés Garibaldi 16. Inés Teresa Cupito 17. Jorge Luis Gondra 18. Norma Noemí Rabazza 19. Jorge Nicolás Walsoe 20. Ana María Flores 21. Claudia Fabiana Eboli 22. Oscar Jorge Queralt 23. Nilda Beatriz Cordal 24. María Rosa Dutoya 25. Gastón Matías Pizarro Carnovale 26. José Zenón Luna 27. Amalia Rosa Piuzzi 28. Horacio Eduardo Guerra 29. Eduardo Guillermo Senra 30. Julia Violeta Estrugo 31. Jorge Juan Miyasido 32. Dora Sofía Etcheverry 33. Obdulio Sergio Castellino 34. Juana Pilar Gómez 35. Héctor Luis Pizzi 36. Soledad Jazmín Mazurek 37. Roberto Mauricio Pizarro 38. Juan José Javier Figuerola 39. Paola Beatriz Gianetto 40. Alejandro Javier Szer 41. Ana María Ballesteros 42. Sebastián Pablo Meschengieser 43. Patricia Genta 44. Lorena Mariel Troncoso 45. Hugo Carlos Bergonzi 46. Nilda Beatriz Oribe 47. Analía Itatí Almada 48. Miguel Ángel Sforza 49. Virginia Emilce Porta 50. Marco Antonio Ramírez 51. María Elisa Alfano 52. Gustavo Alejandro Pener 53. Irma Josefa Funes 54. Rosa Elena Lazarte 55. Leonel Julián Silvio Fernández 56. María Cristina Espósito 57. María Laura Ysnárdez 58. Femando Martín Agüero 59. Wanda Mariel Aguilar 60. Alberto Horacio Scannone                                                                                                 |
|                               | Partido Frente de los Trabajadores, de los Desocupados y de los Jubilados para la Unión de la Ciudad de Buenos Aires | 1.885                         | 0,11                          | 0/60                          | Ver candidatos: 1. Juan Ricardo Mussa 2. Emilio Zicavo 3. Adriana Marcela Muzzupappa 4. Rodolfo J. della Santina 5. Azucena Lidia Marchioni 6. Ángel Eduardo Giordano 7. Pascual Berterame 8. Gloria Martha Monarca 9. José María Cabral 10. Olga Conti de Allende 11. Lina Beatriz Noriega 12. Julio Adelaido Pérez 13. Mirta Silvana Taramasco 14. Miguel Ángel di Lorenzo 15. Nélida Rosa Bruzzesi 16. Juan Carlos Severino 17. Liliana Eugenia Belda 18. Emiliano Martín Pavón 19. Judith María M. Stoll 20. Silvana Adriana Malvano 21. Adrián Alejandro Medina 22. Argina Leonor Monzón 23. Susana Gladis Herran 24. José Higinio Páez 25. María Ester Scalis 26. Claudio Alejandro G. Baello 27. Marta Beatriz Pafundo 28. Hugo Horacio Barbosa 29. Cristina Amanda González 30. Margarita Lucero 31. Ricardo José Heredia 32. Viviana Graciela Vozzi 33. María Angélica Rearte 34. Armando Alderete 35. Lidia Fabiana Icazati 36. Santos Tolaba 37. Elena Franco 38. César Miguel Echeverría 39. Elena Isabel Agosta 40. Alberto Daniel García 41. Mónica Montenegro 42. Norberto Viale 43. Héctor Casiano Angulo 44. Asunción Amarilla 45. Eduardo Héctor Trevisan 46. Roque Mario Grande 47. Carla Lorena Regnani 48. Roberto Vigliotti 49. Norberto Carlos Caldirola 50. Marina Patricia Carmaran 51. José María Aguilar 52. Genaro Festinese 53. Amanda Lucía Ibáñez 54. Hugo Orlando Herran 55. Guillermo Jesús Manzueto 56. Rosa Olga Leiva 57. Osvaldo Luis Gay Basualdo 58. Guillermo Patricio O'Toole 59. Nélida Inés Bonifacio 60. Lorenzo Lavalle |
|                               | Liga Socialista Revolucionaria                                                                                       | 1.760                         | 0,10                          | 0/60                          | Ver candidatos: 1. Rey Jorge Guidobono 2. Ramón Ferreyra 3. Eva Bárbara Calaresu 4. Rubén Gastón Antonio Farese 5. Hugo Marcial Benítez 6. Inés Cristina Herrera 7. Claudio Aníbal Andreotti 8. Juan Ignacio Fernández 9. Verónica Sofía Rodríguez 10. Luis Emmanuel Oviedo 11. Eduardo Mario Pérez 12. Cynthia Rita Nápoli 13. Roberto Rodríguez 14. Sol Alejandra Fernández 15. Liliana Esther Ponce 16. Jorge Carlos Blasi 17. Jorge Andrés Federico Calabretta 18. María Adela Basualdo 19. Mario Emilio Cerri 20. Ernesto Ramón Bernal 21. Velia Beatriz Blanco 22. Humberto Agustín Herrera 23. Maximiliano Fuentes 24. Silvia Eva Eliçabe 25. Daniel Osvaldo Castagna 26. Hernán Gustavo Castro 27. Silvia Mónica Estela Velázquez 28. Adriana Álvarez 29. Federico Nicolás Wallberg 30. María Gloria Barbeito 31. Walter Ornar Chaves 32. María Guadalupe Pereyra 33. Roxana Laura Sposaro 34. Sebastián Diego Pulice 35. Luis Daniel Arteaga 36. Vanesa María Fernández Corvalán 37. Pablo Federico Ferrara 38. Diego Osvaldo Piedrabuena 39. María Laura Pérez 40. Gabriel Enhoc Chevez 41. Sergio Miguel Arozarena 42. Alma Rosa Cristina Casco 43. Nora Elizabeth de Singlau 44. Nahuel Mariano Prado Mandrick 45. Haideé Isabel Pozzalio 46. Fernando Pablo Legarreta 47. Flavio Edgardo Lucchesi 48. Leticia Capellptti Pastor 49. Pablo Ramón Cabrera 50. Juan Pablo Rallis 51. María Gabriela Benítez 52. Luciana Noemí Raposo 53. Pablo Rubén Visconti 54. María Soledad Fuentes 55. Facundo Martín Tisocco 56. Natalia Bernard 57. María José García 58. Abel Alfredo Cook 59. Flavia Pilar Martínez Castro 60. Joaquina Silva                                                     |
|                               | Partido Reconstrucción Republicana                                                                                   | 1.747                         | 0,10                          | 0/60                          | Ver candidatos: 1. Mirta Susana Gallardo 2. Salvador H. Pérez 3. Mario Rubén Macchiavello 4. Dominga Silvana Mónica Dato 5. Guillermo Roberto Merlo 6. Juana Elvira Martínez de Battaleme 7. José Oscar Domínguez 8. Alejandro Luis Massip 9. Noemí Susana Fusetti 10. Alberto Domingo Quintín Molinario 11. Jorge Luis Laurino 12. Cristina Claudia Marín Henríquez 13. David del Rosario Chaves 14. Eduardo Carlos Bullrich 15. María Lucía Ita 16. Marcelo Héctor Vilaro 17. Edgardo Constantino Moreira 18. Marta Haydee Burgos 19. Alberto Luis Turro 20. Liliana Guadalupe Adalia 21. Gerardo Daniel Mayo 22. Roberto Manuel Vizza 23. Ménica María Fabiana Lastra 24. Analía Gabriela Pérez 25. Nicolás Juan Mattera 26. Alberto Enrique Fernández 27. Elda Cagnoni Colombi 28. Alejandro Leonardo Maldonado 29. Felipa Badalucco 30. Juan Carlos del Olio 31. Silvana Caputto 32. Mario Néstor Alfredo di Benedetto 33. Mirta Olivia da Silva 34. Hernán Ariel Pérez 35. Lidia Guezikaraian 36. Diego Marcelo Ponce 37. Nilda Claudia Pugliese 38. Ítalo Natalio Cattone 39. Silvia Inés Rodríguez 40. Vanesa Alejandra Mattera 41. Jorge Traba 42. Rosalía Villalba 43. Edith Clementina Andrade 44. José Manuel Martínez 45. Raquel Ángela de la Serna 46. Pablo Adrián Pérez 47. Silvia Gabriela Balmaceda 48. Vicente Jorge Rabal 49. Mirtha Esther Silva 50. Claudio Guillermo Simonetti 51. Alicia Raquel Dobal 52. María Rosa Curti 53. Juan Omar Vilar 54. Roxana Elizabeth Stella 55. Darío Rubén Eguez 56. Carlos Aurelio Molina 57. Victorina Agustina Paz 58. Javier Francisco Suárez Flores 59. José Gabriel Requena Sastre 60. Blanca Liliana Devia                            |
|                               | Nueva Esperanza Social                                                                                               | 1.630                         | 0,09                          | 0/60                          | Ver candidatos: 1. Sebastián Bello 2. Norma Susana Camejo 3. Julio Maximiliano Cordero 4. María del Rosario Selgado 5. Alberto Oscar Cartasegna 6. Jessica Flavia Queirolo 7. Leonardo Federico Yaquet 8. Susana Matilde Vázquez 9. Néstor Javier Gattario 10. Beatriz Mónica Curello 11. Miguel Ángel Valentini 12. Vivana Beatriz Saucedo 13. Alfredo Julio Ávila 14. Beatriz Aurelia Cevallos 15. Félix Abel Rodríguez 16. Ana Rosa Salvatierra 17. Blas Vicente Gervasi 18. Blanca Eusebia Gómez 19. Ricardo Victorio Mosquera 20. Gladis Andrea Silva 21. José Luis Sánchez 22. Andrea Claudia Ferrero 23. Enrique Alberto Guevara 24. Silvia Noemí Crotti 25. Raúl Horacio López 26. Ana María Giacomini 27. Leonardo Espíndola 28. Clemira Ema Mendoza 29. Carlos Alberto Curello 30. Secundina Vidaurre 31. Jome Oscar Bernis 32. Otea Beatriz Montaño 33. Claudio Adolfo González 34. Rosa Peira 35. Julio Raúl Gómez 36. Blanca Gertrudis Bravo 37. Antonio Juan Martinez 38. María de los Ángeles Saucedo 39. Carlos Alberto Lucero 40. Eva Julia Ribole 41. Cristian Marcelo González 42. Ana María López 43. Roque Raúl Herrera 44. Dora Magalí Jiménez 45. Roberto Carlos Sosa 46. Paola Vanesa Soria 47. Miguel Horacio Murcia 48. Mónica Susana Aguilera 49. Luis Ernesto Muhamed 50. Adolfina Peña 51. Sergio Hernán Vignaduzzo 52. Silvia Inés D'Urso 53. Santiago Ariel Albarracín 54. Angelina Ragazzini 55. Jorge Alberto López Marucci 56. Patrocinia Consuelo Díaz 57. Sergio Pissola 58. Margarita Ester Beron 59. Hugo Zambrano 60. Blanca Karina Gutiérrez |
|                               | Movimiento al Socialismo                                                                                             | 1.468                         | 0,08                          | 0/60                          | Ver candidatos: 1. Víctor Rodolfo Onesti 2. Marcos Roberto Britos 3. Laura Enda Marrone 4. Gustavo Enrique Pérez 5. Ernesto González 6. Melina Inés Amestoy 7. Luis Edmundo Suárez 8. Pablo Gustavo Llonto 9. María Ivana Gasques 10. Daniel Horacio Pizarro 11. Claudio Sergio González 12. Graciela Luisa Cóppola 13. Walter Ramón Espinosa 14. Alejandro David Torres 15. Micaela Magalí Harispe 16. Ariel Gustavo Borenstein 17. Julián Mariano Gutiérrez 18. Amanda Julia Rodríguez 19. Gonzalo Alberto Hernández 20. Miguel Ángel Pesano 21. Santa Isabel López 22. Elio Oscar Padrón 23. Eduardo Pastor Martínez 24. Marta Isabel Núñez 25. Ernesto Alberto de la Vega 26. Sebastián Ezequiel Tosi 27. Verónica Sánchez 28. Adrián Gabriel Borenstein 29. Manuel Nicolás Gómez 30. Victoria Laura Montero 31. Domingo Fabián Ibáñez 32. Marcelo Eduardo Rivera 33. Marianela Polverini 34. Norberto Pedro Malaguti 35. Daniel Osvaldo Benzi 36. Zulema Teramo 37. Roberto David Azriel 38. Rubén Darío Carranza 39. Lía Martha Raizman 40. Jorge Eduardo Pizarro 41. Jorge Oscar Dutra 42. Carla Solange Leguizamón 43. Demetrio Salangis 44. Antonio Raúl Villarreal 45. Nélida Noemí Paladea 46. Lucas Finat 47. Walter Demián Forzisi 48. Esther del Valle Roldán 49. Ricardo Martín Torres 50. Pablo Antonio Zotelo 51. Lidia Aurora Teramo 52. José Manuel Gutiérrez 53. Carlos Alberto Astudillo 54. Valeria Paola Villarroel 55. Luciano Andrés Schillaci 56. José Alberto Magliati 57. Elba Susana Ruiz 58. Guillermo Raúl Rovelli 59. Claudio Gustavo Ibáñez 60. Esther Teresa Vázquez                                                                                               |
|                               | Partido de la Generación Intermedia                                                                                  | 1.384                         | 0,08                          | 0/60                          | Ver candidatos: 1. Juan Carlos Schvinn 2. Aníbal Rubén Rothamel 3. Norma Elma Conde 4. Claudia Rosana Rome 5. Ernesto Osvaldo Jonch 6. Ricardo Julio Bernárdez 7. María Fabiana Tuñez 8. Guillermo Oscar Desimone 9. Marta Haydee Porrino 10. Mónica Beatriz Sartal 11. Julio Alberto Janeiro 12. Osvaldo Cabral 13. Amanda Vicenta Terranova 14. Genaro Hugo Zeballos 15. Martha Elizabet Pérez 16. José Luis Tolosa 17. Lucía Trinidad Rocha 18. María Josefa Milone 19. Héctor Hugo Sosto 20. Viviana Marcela Marino 21. Mariano Julio Bernárdez 22. Enrique Ernesto Vitale 23. Ana María Sánchez 24. Ángel Salvador Amado 25. Herminia Cora Carodozo 26. Mario Oscar Benede 27. Graciela H. Nazar Anchorena 28. Osvaldo E. Cabral 29. Pablo Alejandro Oliva 30. Olga Beatriz Zaffaroni 31. Luis González 32. Eduardo Creus 33. Susana V. Muchenik Ceña 34. Juan Gastón Bazo 35. María Cecilia Palazzo 36. Norberto R. Álvarez 37. Mario Julio Bestillero 38. Martha Ángela Ponce 39. Jorge Raúl Vajñenko 40. Octavio Gabriel Barzante 41. Carla Fabiana Brunetti 42. Miguel Ángel Arce 43. Nora Beatriz Andrada 44. Karina Verónica Aiello 45. Gustavo Alejandro Otero 46. Ezequiel Carlos de Bagge 47. Élida Tagliafico 48. José Raúl Ferraro 49. Mirta Adriana Costich 50. Eduardo René Oviedo 51. Juan Pablo Raicovich 52. Ester G. Nahabedian 53. Federico Noher 54. Carlos G. Molina Torres 55. Marta Amelia Tucci 56. Carlos Damián Bernárdez 57. Juan Demetrio Lysak 58. María del Carmen Álvarez 59. Julio Raúl Tosi 60. Emilse Margarita Rosales |
|                               | Movimiento de Integración Ciudadana                                                                                  | 1.355                         | 0,08                          | 0/60                          | Ver candidatos: 1. Julio Roberto Muñoz 2. Ariel Héctor Buscacci 3. Marta Inés Enciso 4. Rubén Andrés Cáceres 5. Oscar Osvaldo Balossi 6. María Inés Manise 7. Antonio José Aizar 8. Jorge Antonio Silva 9. Ludmila Cynthia Carmona 10. Juan Córdoba 11. Felipe Belvedere 12. Haydee Alicia Dalia 13. Walter Daniel Trusoni 14. José Roberto Arce 15. María Lidia No 16. Carlos Daniel Console 17. Maximiliano G. López 18. Alessandra Pedroncini 19. Juan Antonio Morales 20. José Antonio Saracho 21. Laura Mabel Fernández 22. Néstor Arnaldo Laragione 23. Cristian Martínez 24. Julia Noemí Belén 25. Dardo Rubén Soria 26. Rodrigo Ezequiel Bustos 27. Susana Zulema Retamoso 28. Jorge Osvaldo Furman 29. Ricardo Gabriel Evangelista 30. Vanina Laura Tarelli 31. Mariano Tomás Vega 32. Maximiliano Sauco 33. Stella Maris Almida 34. Julián Fernando Paredes 35. Flavio Edgardo Vidal 36. Claudia Alejandra Juárez 37. Hugo Ferrufino 38. Carlos Juan Castellón 39. Alejandra Ángela Bornico 40. Pablo Javier Núñez 41. Daniel Héctor Gradin 42. Karina Cecilia Donadio 43. Damián Tarelli 44. Darío Sebastián Núñez 45. Gladys Mabel Alanis 46. Sebastián Maximiliano Tarelli 47. Jesús Francisco Alarcón 48. Rolanda Arredondo 49. Gustavo Fabián Outeda 50. María Cecilia Triolo 51. Osvaldo José Presas 52. Christian Adrián Ozan 53. Isabel Susan Castillo 54. Rubén Horacio Díaz 55. Diego Fabián Maison 56. Inés Mónica Ríos 57. Alfredo Isidro Albornoz 58. Fabián Alejandro Gallardo 59. Patricia Soledad Konz 60. Víctor Osvaldo Amarilla |
|                               | Partido Reconquista                                                                                                  | 1.282                         | 0,07                          | 0/60                          | Ver candidatos: 1. Agustín Vidal 2. Azucena Viviana Jorge 3. Miguel Ángel Calvete 4. María Eva Galarza 5. Eduardo Simpson 6. José Gabriel de Stefano 7. Olga Ibarra 8. Diego Ariel Carlomagno 9. Carlos Enrique Lalanne 10. Élida Rosa Díaz 11. José Argentino Mayesterz 12. Esteban Alberto Leger 13. Laura Graciela Pizzuto 14. Jorge Alberto Rodríguez Romar 15. Osvaldo René Vidal 16. Alicia Ángela Antenucci 17. Luis Alberto Aragón 18. María del Carmen Rodríguez Inzillo 19. Cynthia Vanessa Mayersterz 20. Carlos Esteban Ibarra 21. Edmundo Alejandro Mayor 22. Diana Leonor Ferman 23. Stella Maris Lascano 24. Luis Alberto Blanco 25. Claudia Andrea Gillessen 26. Maximiliano Joaquín Couaro 27. Diego Martín Aquino 28. Marta Beatriz Fernández 29. Gastón Octavio Arusa 30. Víctor Federico Hanne 31. Sandra Azucena Rodríguez 32. Ernesto José Hourcades 33. Magdalena Celestina del Carmen Machado 34. Cecilia Edith Winkler 35. Marcelo Martín Tressens 36. Daniel José Salerno 37. Rosa Isabel Yablonkis 38. Juan Carlos Castelli 39. Esteban Enrique Cardozo 40. Juana María Luisa Leanis 41. Hugo Daniel Straface 42. Ricardo Ulloque 43. Elsa Jorgelina Coronel 44. Pablo Esteban Geraci 45. Norberto Ezequiel Fautario 46. Elsa Marcela Mayesterz 47. Yamil Sat 48. Héctor Roque Troglio 49. Alejandra Ángela Bornico 50. Martín Eugenio Pedro Cambaceres 51. Hugo Sergio Marino 52. Sandra Marcela Miñones 53. Enrique Mauricio Becquart 54. Diego Adolfo Estévez 55. Adriana Rosario Aravena 56. Eduardo Ireneo 57. Carlos Alberto Carlomagno 58. Gabriela Anahí Faetani 59. Oscar Carlomagno 60. Jorge Antonio Silva                                                     |
|                               | Convergencia Socialista                                                                                              | 1.070                         | 0,06                          | 0/60                          | Ver candidatos: 1. Juan Carlos Beica 2. Jorge Alberto Rosales 3. Esilda Raquel Bustos 4. Pablo Martín Tavolaro 5. Sebastián Goldfarb 6. Natalia Beatriz Rinaldi 7. Gastón Covino 8. Mario Roberto Palavecino 9. Miriam Beatriz Haddad 10. Manuel Roberto Compañez 11. Carlos Andrés Bercum 12. Patricia Isabel Belizán 13. Marcos José Propato 14. José Vicente Veleda 15. Viviana Andrea Díaz 16. Rodolfo Damián Suárez 17. Fabián Alberto Cáceres 18. Lorena Leticia Cáceres 19. Horacio Rubén Anastasia 20. Norberto Oscar Iallonardi 21. Guadalupe Giselle Santana 22. José Luis Monteagudo 23. Jorge Jacinto Juani 24. Glenda Lorena Sirri 25. Diego Cristián Yaggi 26. Roberto Tavolaro 27. María Marta Propato 28. Norberto Elías Luna 29. Flavio Raúl Baigorria 30. Leticia Mongelli 31. Carlos Felipe Zerrizuela 32. Leandro Andrés Yaggi 33. Fernanda Gabriela Capurro 34. Fabián Alejandro Naistat 35. Rodolfo Enrique Muñoz 36. Lucía Luisa Casey 37. Lucio Eduardo Fontana 38. Mario Roberto Palavecino 39. Carmen Ramona Montiel 40. Pablo Guillermo Fernández 41. Néstor Oscar Taboada 42. Marcela Juana D'Angelo 43. Rafael Eduardo Toledo 44. Ricardo Francisco Herrera 45. María Libertad Binderman 46. Pablo Ángel Salanitri 47. Hernán Carlos Glatsman 48. Stella Maris García 49. Claudio Djinbshian 50. Román Sebastián Gladstein 51. María Elisa Zenobi 52. Sergio Favio Propato 53. Jorge Luis Arredondo 54. Romina Vanesa Palavecino 55. Mario Marcelo Santalla 56. Carlos Rodolfo V. Martínez 57. Viviana Emilia Beica 58. Julio Enrique Bernal Ortiz 59. Miguel Pascual Loisi 60. Adriana Graciela Mazzitelli                                                             |
|                               | Partido para la Convergencia Social                                                                                  | 1.016                         | 0,06                          | 0/60                          | Ver candidatos: 1. Juan Cymes 2. Gladys Ester Miño 3. Antonio Marcelo Chancalay 4. Ernesto Fabián Lugo 5. Mercedes del Valle Medina 6. Juan Enrique Gutiérrez 7. Alejandro Amonio Cosme Lapresa 8. Julia Susana Funes 9. Alejandra Josefina de Souza 10. Oscar Ricardo Wagener 11. Serafina Ángela Falagan 12. Julio César Álvarez 13. María Laura Fernández 14. Carina Elizabeth Gatica 15. Jorge Luis Martínez 16. Graciela Alejandra Chancalay 17. Marcela Beatriz Moreira 18. Efren Darío Rodas 19. Héctor Enrique Canteros 20. Nélida Beatriz Paz 21. Diego Hernán Véliz 22. Romina Edith Gatica 23. Francisco Alberto Palma 24. Guillermo Oscar Ruiz 25. Ilda Alicia Gamboa 26. Eduardo Antonio Giordano 27. Oscar Alfredo Perea 28. Claudia Marcela Puebla 29. Iván Gonzalo Paolillo 30. Blanca Luz Burgueño 31. Emilse Noelia Bermúdez 32. Aldo Javier Duarte 33. Herminia Haydee Acevedo 34. Fernanda Cynthia Leccadito 35. Víctor Hugo Núñez 36. Ana María Espada 37. Marcela Edith Rivas 38. Alcio René Salto 39. María Carmen Troncoso 40. Silvia Zulma Gauna 41. Silvio Adrián Montania 42. Dora Teresa Pucheta 43. Marcelo Mercado 44. Delía Ojeda 45. Luis Enrique Otazo 46. Claudia Alejandra Otazo 47. Miguel Ángel Madroñal 48. Patricia Alejandra Olacchea 49. Armando Rojas 50. Claudia Roxana Nichea 51. Lorena Beatriz Páez 52. Fabián Javier Campos 53. Rosana Andrea Guerreño 54. Stella Mam Cerda 55. Pedro Raúl Orona 56. Andrea Gabriela Armando 57. María del Carmen Sánchez 58. José Alberto Sosa 59. Marta del Milagro Martínez 60. Nora Margarita Fernández |
| Votos positivos               | Votos positivos | 1.735.817                     | 95,68                         |                               | |
| Votos en blanco               | Votos en blanco | 61.705                        | 3,40                          |                               | |
| Votos nulos                   | Votos nulos | 16.598                        | 0,92                          |                               | |
| Participación                 | Participación | 1.814.120                     | 69,83                         |                               | |
| Votantes registrados          | Votantes registrados                                                                                                 | 2.597.993                     | 100                           |                               | |
| Fuente:                       | |                               |                               |                               | |